# Timbres de France 2009
En 2009, les timbres de France sont émis par La Poste. Cet article est un récapitulatif des émissions philatéliques de la France pour l'année 2009, avec date de sortie et caractéristiques principales

## Généralités

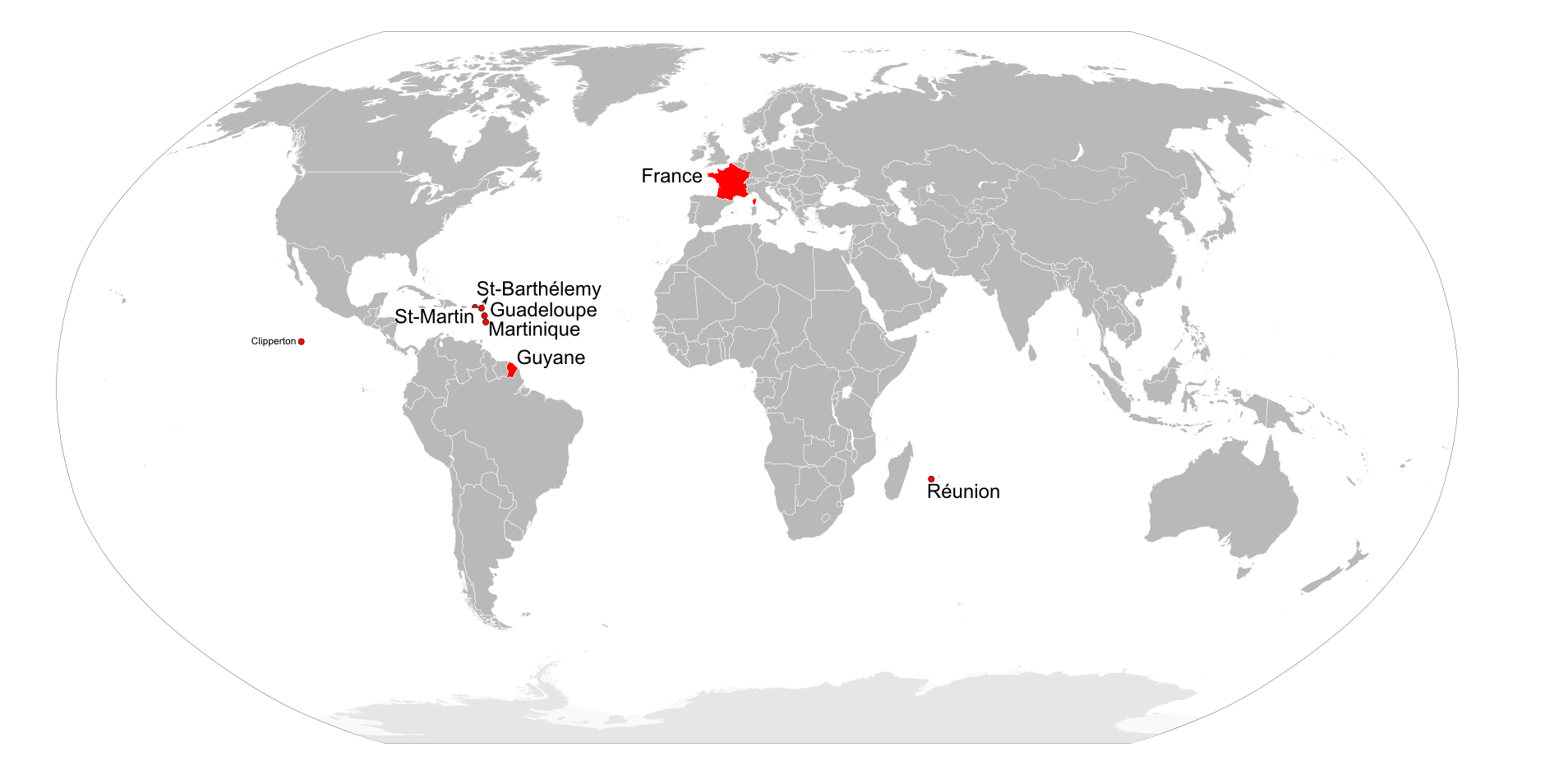
Lieu d'usage des timbres de France depuis 2007. L'usage à Clipperton est théorique, mais possible par des expéditions militaires et scientifiques.

Les émissions portent la mention « France - La Poste » (pays - émetteur) et une valeur faciale libellée en euro (€).
Ils sont en usage sur le courrier au départ de la France métropolitaine, de la Corse, des quatre départements-régions d'outre-mer (Guadeloupe, Guyane, Martinique et La Réunion), et des deux collectivités d'outre-mer de Saint-Barthélemy et de Saint-Martin.
Le programme philatélique de France pour 2009 a été fixé par des arrêtés du Ministère de l'Économie, des Finances et de l'Emploi :
- l'arrêté du 21 septembre 2007[1] (1re partie) ;
- et l'arrêté du 28 janvier 2008[2] (2e partie) ;
- complétés par l'arrêté du 1er septembre 2008[3] (compléments pour 2009 et 1re partie du programme de 2010) ;
- complétés par l'arrêté du 19 mars 2009[4] (compléments pour 2009 et 2e partie du programme de 2010).

Ce programme est mis en œuvre par le Phil@poste dont l'imprimeur est Phil@poste Boulazac, près de Périgueux.
Le choix des villes et des lieux des manifestations premier jour est due aux intérêts commerciaux de La Poste et à la participation d'institutions nationales ou locales, mais souvent au volontariat d'associations philatéliques locales.

### Tarifs

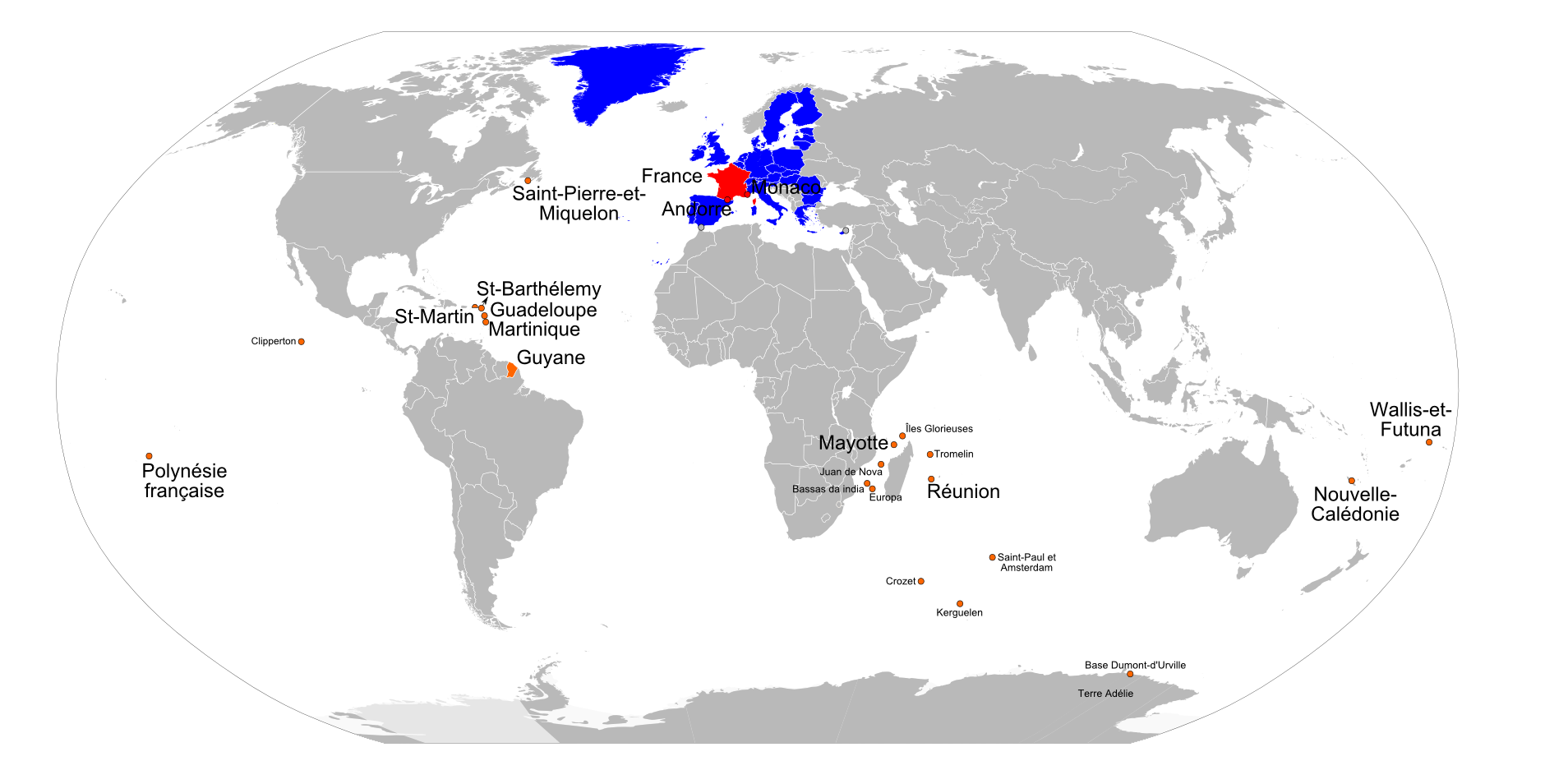
Les zones de tarifs depuis octobre 2006 :
-rouge : régime intérieur ;
-orange : régime intérieur jusqu'à 20 grammes, puis surtaxe aérienne ;
-bleu : zone 1
-gris : zone 2.

Voici les tarifs postaux réalisables avec un des timbres ou blocs émis en 2009.

#### Tarifs du1ermars 2008
Les tarifs en vigueur au départ de la France métropolitaine sont ceux du 1er mars 2008. Les tarifs au départ de l'outre-mer imposent une surtaxe aérienne au-delà de 20 grammes.
Tarif intérieur (vers France métropolitaine, Andorre et Monaco ; et DOM-TOM jusqu'à 20 grammes) :
- 0,55 € ou « Lettre prioritaire 20 g » : lettre prioritaire de moins de 20 grammes.
- « Lettre prioritaire 50 g » (0,88 €) : lettre prioritaire de 20 à 50 grammes.

Tarifs pour l'étranger. Les destinations se répartissent en deux zones : la zone 1 comprend les États membres de l'Union européenne avec le Liechtenstein, Saint-Marin, la Suisse et le Vatican ; la zone 2 comprend tous les autres pays du monde.
- 0,85 € : lettre prioritaire de moins de 20 grammes pour la zone 2.

#### Tarifs du 2 mars 2009
Le 2 mars 2009, les tarifs postaux sont modifiés,.
Tarif intérieur :
- 0,56 € ou « Lettre prioritaire 20 g » : lettre prioritaire de moins de 20 grammes[5].
- 0,73 € (Marianne) : lettre non prioritaire de 20 à 50 grammes.
- 0,90 € ou « Lettre prioritaire 50 g » : lettre prioritaire de 20 à 50 grammes.
- 1,35 € : lettre prioritaire de 50 à 100 grammes.
- 2,22 € : lettre prioritaire de 100 à 250 grammes.
- 3,36 € (bloc de six à 0,56 €) : lettre recommandée de moins de 20 grammes.

Tarifs pour l'étranger :
- 0,70 € : lettre prioritaire de moins de 20 grammes pour la zone 1.
- 0,85 € ou « Monde 20 g » : lettre prioritaire de moins de 20 grammes pour la zone 2.
- 1,30 € (Marianne) : lettre prioritaire de 20 à 50 grammes pour la zone 1.
- 2,80 € (bloc cinq timbres de 0,56 €) : lettre économique de 100 à 250 grammes pour la zone 1.

## Légende
Pour chaque timbre, le texte rapporte les informations suivantes :
- date d'émission, valeur faciale et description,
- formes de vente dont les dimensions (longueur horizontale, puis longueur verticale),
- artistes concepteurs et genèse du projet,
- manifestation premier jour,
- date de retrait, tirage et chiffres de vente,

ainsi que les informations utiles pour une émission donnée.

## Janvier

### Louis Braille 1809-1852
Le 5 janvier, est émis un timbre de 0,55 euro pour le bicentenaire de la naissance de Louis Braille, inventeur du système d'écriture adapté aux aveugles, le braille, utilisé sous forme de perforations pour écrire la valeur faciale. En haut à gauche du portrait, est représenté un objet permettant de trouer manuellement une feuille en braille.
Le timbre de 6 × 2,5 cm est dessiné et gravé par André Lavergne pour une impression en taille-douce en feuille de quarante.
La manifestation premier jour a lieu le 4 janvier à Coupvray, ville natale de Louis Braille. Le timbre à date, également par Lavergne, représente deux symboles en braille (signifiant un « B » majuscule) et l'appareil pour perforer visible sur le timbre.
Le tirage annoncé est de 2,9 millions de timbres.

### Année du buffle
Le 12 janvier, dans le cadre de l'émission annuelle pour le Nouvel An chinois, est émis un feuillet indivisible de cinq timbres à la valeur d'usage « LETTRE PRIORITAIRE 20 g ». Le signe zodiacal chinois de l'année débutant le 26 janvier 2009, le buffle est dépeint de face.
Comme depuis janvier 2006, le timbre de 3 × 4 cm est peint et calligraphié par Li Zhongyao. Mis en page par Aurélie Baras, il est imprimé en héliogravure en feuillet de cinq exemplaires.
Le timbre est également imprimé sur un feuillet illustré d'un buffle sculpté comme en bas-relief et vendu trois euros sous la forme d'un souvenir comprenant une carte de correspondance illustré d'une vue de la Grande Muraille par Catherine Huerta.
La mise en vente anticipée a lieu les 10 et 11 janvier à Paris. Un troisième buffle, d'Aurélie Baras, orne le cachet premier jour.
Le tirage annoncé est de 1,8 million de blocs.

### Les métiers d'art en France
Le 12 janvier, est émis un carnet de douze timbres autocollants d'une valeur d'usage « LETTRE PRIORITAIRE 20 g » sur les métiers d'arts en France. Chacun est représenté par la photographie d'un objet historique, d'après la légende des timbres : ébénisterie avec le berceau du roi de Rome, ferronnerie avec un détail d'une armure de Louis XIII, horlogerie avec une montre de Josias Jolly conservée au musée du Louvre, joaillerie avec un peigne-diadème d'Auguste Valade,restauré à Paris en 2000 par le joaillier Raymond Escobar pour l’exposition du Musée de la Vie Romantique « Bijoux romantiques ( 1820-1850) La parure à l’époque de George Sand ». Le peigne-diadème est conservé au château de Malmaison, marqueterie avec le Bureau Mazarin du château de Valençay, tapisserie avec un tapis du château de Malmaison et les travaux du cristal avec un presse-papier de la cristallerie de Clichy, de l'émail avec une châsse conservée dans la cathédrale Sainte-Anne d'Apt, de la faïence de Quimper, de la mosaïque sur une table de Martin Carlin conservée au château de Versailles, de la pâte de verre avec un flacon conservé au musée des beaux-arts de Nancy et du vitrail avec une lune de l'église Sainte-Jeanne-d'Arc de Rouen. Le lieu de conservation de l'objet est imprimé sur le timbre. Les objets datent du XIIe siècle pour la châsse du timbre « Émail » à la fin du XXe siècle pour « Vitrail ».
Les photographies fournies majoritairement par la Réunion des musées nationaux, à l'exception des timbres « Cristal » dont l'objet appartient à une collection privée, « Marqueterie » et « Vitrail » fournis par l'agence AKG-images, sont mises en page par Tanguy Besset et Sylvie Patte pour constituer un carnet de douze timbres différents et autocollants à dentelure ondulée. Mesurant 3,3 × 2 cm, ils sont imprimés en héliogravure.
La mise en vente anticipée a lieu les 10 et 11 janvier à Paris et à la Faïencerie de Quimper.

### Cœur Emanuel Ungaro
Le 19 janvier, sont émis deux timbres de Saint-Valentin en forme de cœur pour la lettre prioritaire intérieure jusqu'à 20 grammes (premier échelon de poids au régime intérieur) et jusqu'à 50 grammes (deuxième échelon). Ils portent la même illustration : dans un contour rose, un couple de perroquets se tient parmi des fleurs aux teintes roses.
Comme les autres émissions de la série depuis 2000, ces timbres sont dessinés par un couturier. Emanuel Ungaro signe l'illustration reprise sous plusieurs conditionnements mis en page par Aurélie Baras et imprimés en héliogravure. Les deux valeurs (« Lettre prioritaire 20 g » et « Lettre prioritaire 50 g ») sont disponibles en feuille gommée divisible et en feuille autocollante indivisible de trente timbres chacune. Un bloc de cinq timbres gommés « Lettre prioritaire 20 g » est également émis, illustré d'un mannequin vêtue d'une robe rose. Enfin, le timbre « Lettre prioritaire 50 g » est vendu en carnet de douze exemplaires autocollants.
La manifestation premier jour a lieu les 17 et 18 janvier 2009 à Paris. Trois fleurs ornent le cachet premier jour par Aurélie Baras.
Le tirage annoncé est de 4,5 millions de timbres du premier échelon et 3,75 millions pour le deuxième échelon, ainsi que 2,2 millions de blocs et 2,5 millions de carnets.

### RenéIerd'Anjou 1409-1480

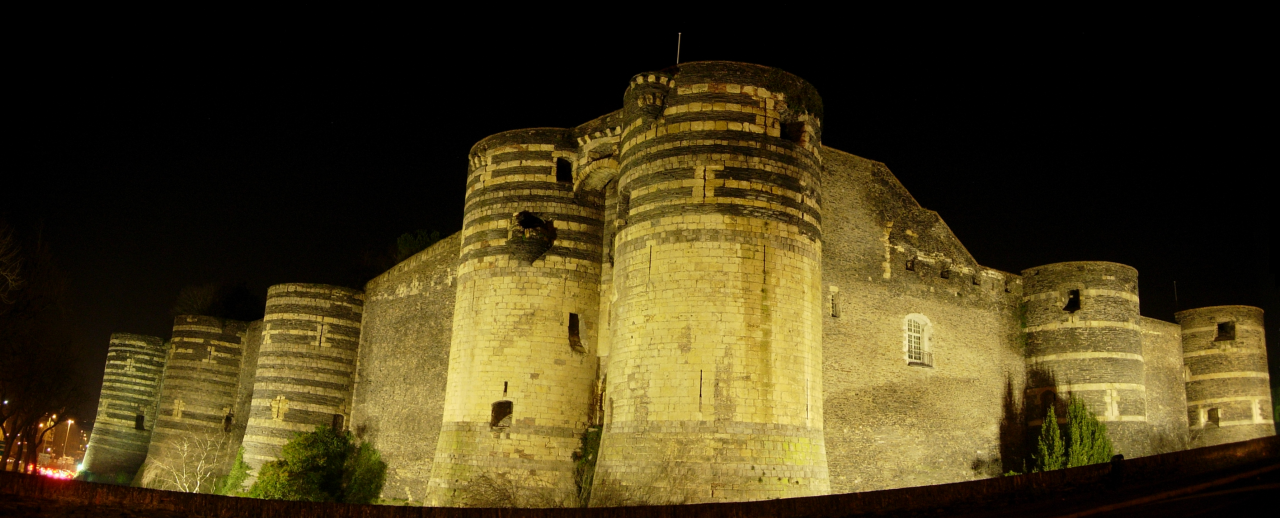
Vue du château d'Angers dans une perspective proche de celle du timbre.

Le 19 janvier, est émis un timbre commémoratif de 0,55 euro pour les six cents ans de la naissance de René Ier, qui fut, entre autres, roi de Naples, duc d'Anjou et comte de Provence et de Forcalquier. Le roi est représenté par la statue installé cours Mirabeau à Aix-en-Provence. Sur sa droite, une vue extérieure de quelques tours du château d'Angers.
À partir de photographies de la statue et du château, Claude Andréotto dessiné un timbre de 4 × 3 cm imprimé en taille-douce en feuille de quarante-huit exemplaires.
La mise en vente anticipée a lieu du 16 au 18 janvier à Aix-en-Provence et les 16 et 17 janvier à Angers. Chaque ville dispose d'un cachet premier jour par Andréotto et Odette Baillais : la façade de la cathédrale Saint-Maurice pour celui disponible à Angers et la cathédrale Saint-Sauveur pour celui d'Aix-en-Provence.
Le tirage annoncé est de trois millions de timbres.

## Février

### Championnats du monde FIS de ski alpin - Val-d'Isère 2009
Le 2 février, à l'occasion des championnats du monde de ski alpin 2009 organisés par la Fédération internationale de ski (FIS) du 3 au 15 février 2009 à Val-d'Isère, est émis un bloc-feuillet de cinq timbres de 0,55 euro. Quatre d'entre eux représentent une discipline du ski alpin en action : la descente, le slalom, le slalom géant et le super combiné. Disposés en « V », ils reposent sur un cinquième timbre intitulé « Val d'Isère » et montre un groupe de personnes assis dans la neige. L'illustration d'arrière-plan du feuillet est une vue des Alpes.
Les cinq timbres de 4 × 3 cm sont dessinés par Marc Taraskoff à partir de photographies de l'agence PresseSports, lié au quotidien sportif L'Équipe. L'ensemble est mis en page par l'atelier Didier Thimonnier et imprimé en offset.
La manifestation premier jour a lieu les 31 janvier et 1er février à Albertville, ville olympique en 1992 du département de la Savoie, et à Val-d'Isère, un des sites de ces Jeux d'hiver. Une autre vue de skieur en action par Taraskoff est reproduite sur le cachet premier jour.
Le tirage annoncé est de 2,1 millions de blocs.

### Les Sables-d'Olonne - Vendée

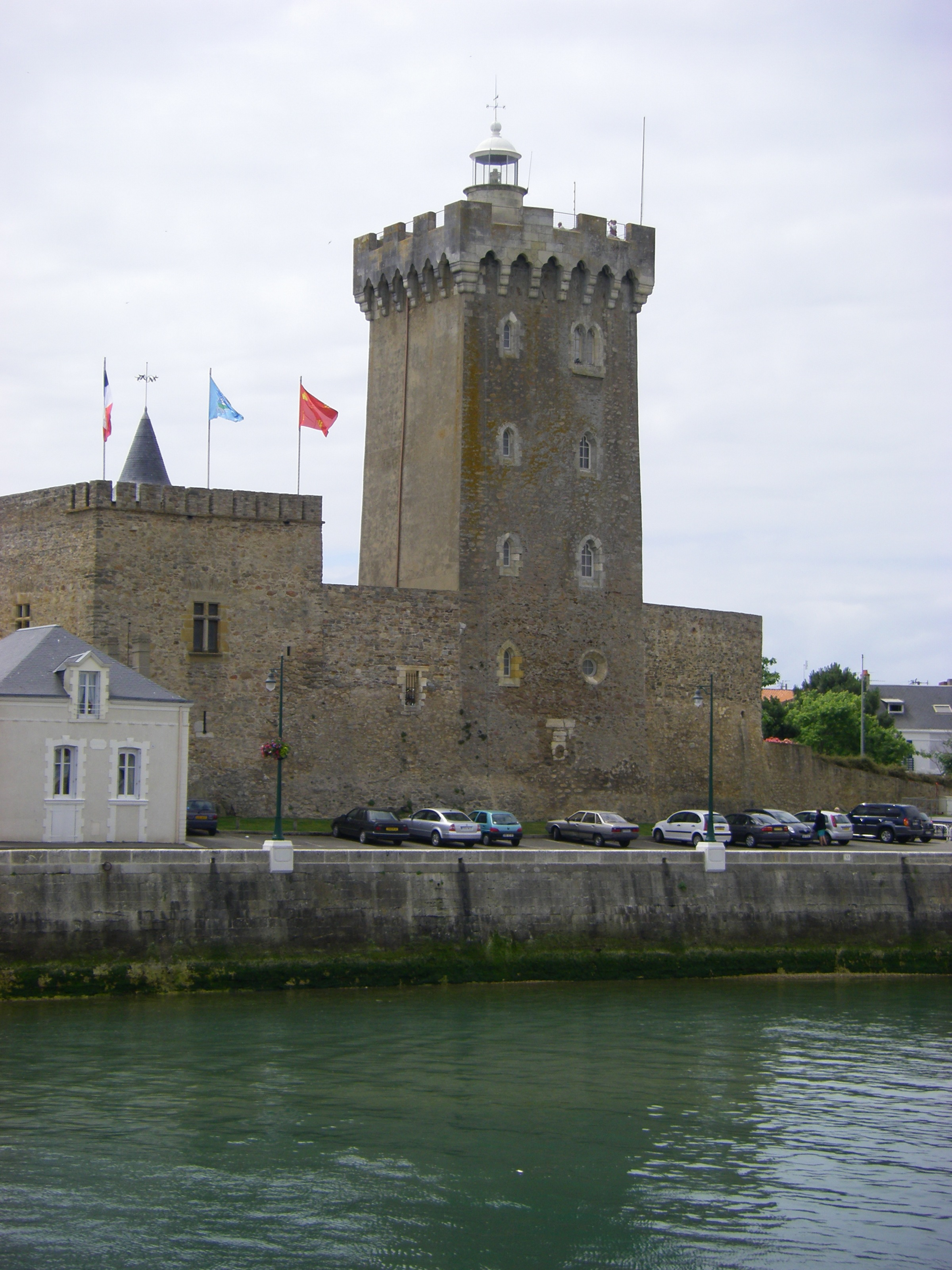
La tour d'Arundel dans une perspective proche de celle du cachet premier jour.

Le 2 février, est émis un timbre de 0,55 euro sur la ville des Sables-d'Olonne, dans en Vendée. L'illustration, aux deux voiliers et au public les observant depuis le quai, rappelle que l'émission a lieu dans le contexte de l'arrivée de la course autour du monde à la voile, le Vendée Globe.
Le timbre de 4 × 3 cm est dessiné par Thierry Mordant et mis en page par Jean-Paul Cousin. Il est imprimé en héliogravure en feuille de quarante-huit exemplaires.
La manifestation premier jour est organisée les 31 janvier et 1er janvier aux Sables-d'Olonne. La tour d'Arundel, devenu le phare de La Chaume, est dessiné par Claude Perchat sur le timbre à date spécial.
Le tirage annoncé est de 2,7 millions de timbres.

### Fondation de France 1969-2009
Le 6 février, est émis un timbre de 0,55 euro pour les quarante de la Fondation de France, dont l'engagement est présenté, sur fond bleu, par une grand main blanche dont les doigts sont recouverts de mains plus petites et colorés, auxquelles se raccrochent d'autres mains.
Le timbre de 4 × 3 cm est dessiné par Stéphanie Ghinéa et est imprimé en héliogravure en feuille de quarante-huit exemplaires.
La mise en vente anticipée a lieu le 5 février dans les locaux de la Fondation à Lyon, Paris (seul lieu dont le cachet commémoratif porte la mention « premier jour ») et Tourcoing, ainsi qu'à Marseille et Strasbourg. Le cachet premier jour est le logotype de la Fondation de France, mis en page par Stéphanie Ghinéa.
Le tirage annoncé est de 2,4 millions de timbres.

### Cathédrale Sainte-Cécile - Albi
Le 9 février, est émis un timbre de 0,85 euro représentant un extrait d'une des fresques de la cathédrale Sainte-Cécile d'Albi : un ange souffle dans une trompe, assis sur un ornement végétal.
La photographie de M. Escourbiarc est mise en page par Sarah Lazarevic sur un timbre de 4,085 × 5,2 cm imprimé en offset en feuille de trente. Le timbre est également émis dans un bloc illustré d'un timbre vendu avec une carte illustré d'une vue du plafond de l'église, vendu au prix de trois euros (pour 0,85 euro de faciale).
La manifestation premier jour a lieu les 7 et 8 février à Albi. Un élément décoratif orne la partie supérieure du cachet spécial, créé par Sarah Lazarevic.
Le tirage annoncé est de 2,4 millions de timbres.

## Mars

### Fête du timbre
Le 2 mars, dans le cadre de la Fête du timbre, sont émis quatre timbres sous différents formats de vente reproduisant des personnages de la série Looney Tunes. Trois timbres de 0,56 euro ou au tarif de la « LETTRE PRIORITAIRE 20 g » mettent en valeur Bugs Bunny et Daffy Duck en randonnée, Bip Bip et Vil Coyote, et enfin Titi et Sylvestre. Un quatrième timbre d'un euro montre une partie de tir à la corde entre différents personnages que Bugs Bunny s'apprête à conclure avec des ciseaux.
Les personnages de la Warner Bros. sont mis en page par le duo Sylvie Patte et Tanguy Besset. Les timbres de 0,56 euro sont émis en feuille mixte, dentelée et gommée, de soixante exemplaires. Ceux à valeur d'usage sont conditionnés en carnet de douze timbres autocollants. Dans les deux cas, les timbres mesurent 3,8 × 2,4 cm. Le timbre d'un euro est mis en page dans un bloc de 10,5 × 7,15 cm illustré des trois scènes issus des autres timbres. Trois feuilles à vignettes pré-personnalisées de cinq timbres autocollants de 0,56 euro (une pour chaque timbre de l'émission, sauf celui d'un euro) sont également émises, vendues 6,50 euro chacune pour 2,80 euro de valeur faciale.
La manifestation premier jour a lieu les 28 février et 1er mars dans une centaine de villes en France, mais seul le cachet du bureau de Paris porte la mention « premier jour ».
Les tirages annoncés sont de six millions de chacun des timbres de feuille (soit 18 millions en tout), 7 millions de carnets et 1,9 million de blocs.

### Marianne et l'Europe
Le 2 mars, pour correspondre aux nouveaux tarifs postaux, sont émis cinq nouveaux timbres d'usage courant au type Marianne et l'Europe, émis en juin 2008. Les valeurs faciales sont le 0,73 euro olive, 0,90 euro vieux rose, 1,30 euro bleu clair, 1,35 euro fuchsia et 2,22 euros brun,.
Le type Marianne et l'Europe est dessiné et gravé par Yves Beaujard. Les timbres de 2 × 2,6 cm sont imprimés en taille-douce et disponibles en feuille de cent exemplaires gommés en vente divisible ou autocollants en vente indivisible dans le cadre de « la Boutique du courrier pour les professionnels ».
La mise en vente anticipée a lieu les 28 février et 1er mars à Paris. Le cachet premier reprendre l'illustration des timbres.

### Menton - Alpes-Maritimes
Le 2 mars, est émis un timbre de 0,56 euro sur la ville de Menton, dans les Alpes-Maritimes, à travers une vue de son vieux centre, reconnaissable à la basilique Saint-Michel-Archange, avec la mer Méditerranée en arrière-plan. Des citrons, production locale, sont disposés dans leurs feuilles en bas à droite du timbre.
Le timbre de 3 × 4 cm est dessiné et gravé par Ève Luquet à partir de photographies fournies par la ville de Menton. Il est imprimé en taille-douce en feuille de quarante-huit unités.
La mise en vente anticipée a lieu les 21 et 22 février à Menton, ce qui en fait le premier timbre-poste émis pour correspondre aux nouveaux tarifs postaux du 2 mars 2009. Ève Luquet crée un cachet premier en forme de citron.
Le tirage annoncé est de 2,65 millions de timbres.

### Conseil constitutionnel
Le 6 mars, est émis un timbre de 0,56 euro pour le cinquantenaire du Conseil constitutionnel, reproduisant sur un fond bleu clair le logotype de l'institution, représentant Marianne, allégorie de la République française.
Le logotype créé par l'agence Carré noir est mis en page par Stéphanie Ghinéa sur un timbre de 4 × 3 cm imprimé en héliogravure en feuille de quarante-huit unités.
La mise en vente anticipée a lieu le 5 mars au Conseil constitutionnel, à Paris. Y est disponible un cachet premier jour représentant Marianne tenant les tables de la loi, dans une vue plus classique dessinée par Ghinéa.
Le tirage annoncé est de 2,35 millions de timbres.

### Palais des Papes - Avignon

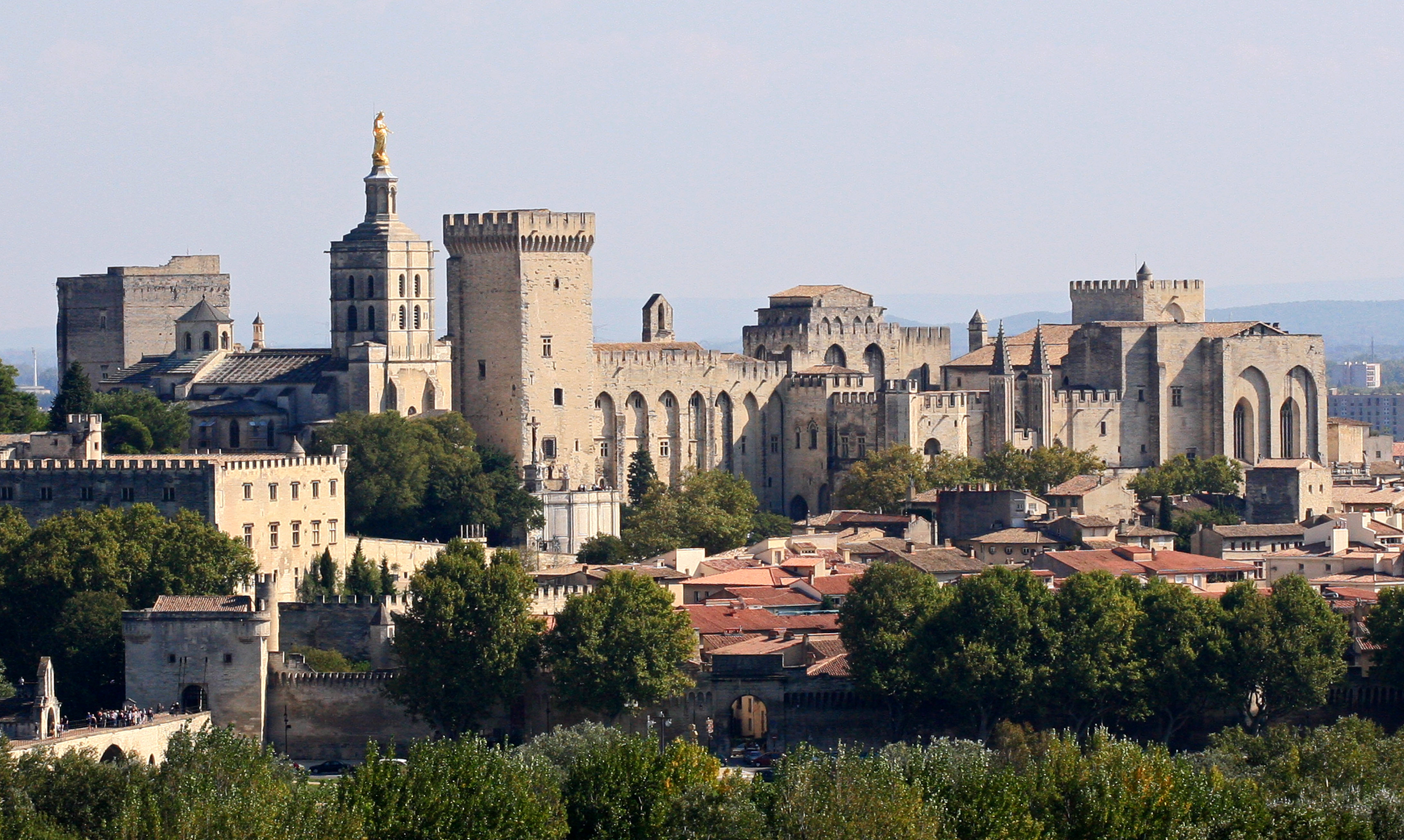
Vue d'ensemble prise d'un point plus au nord-ouest que le point de vue du timbre.

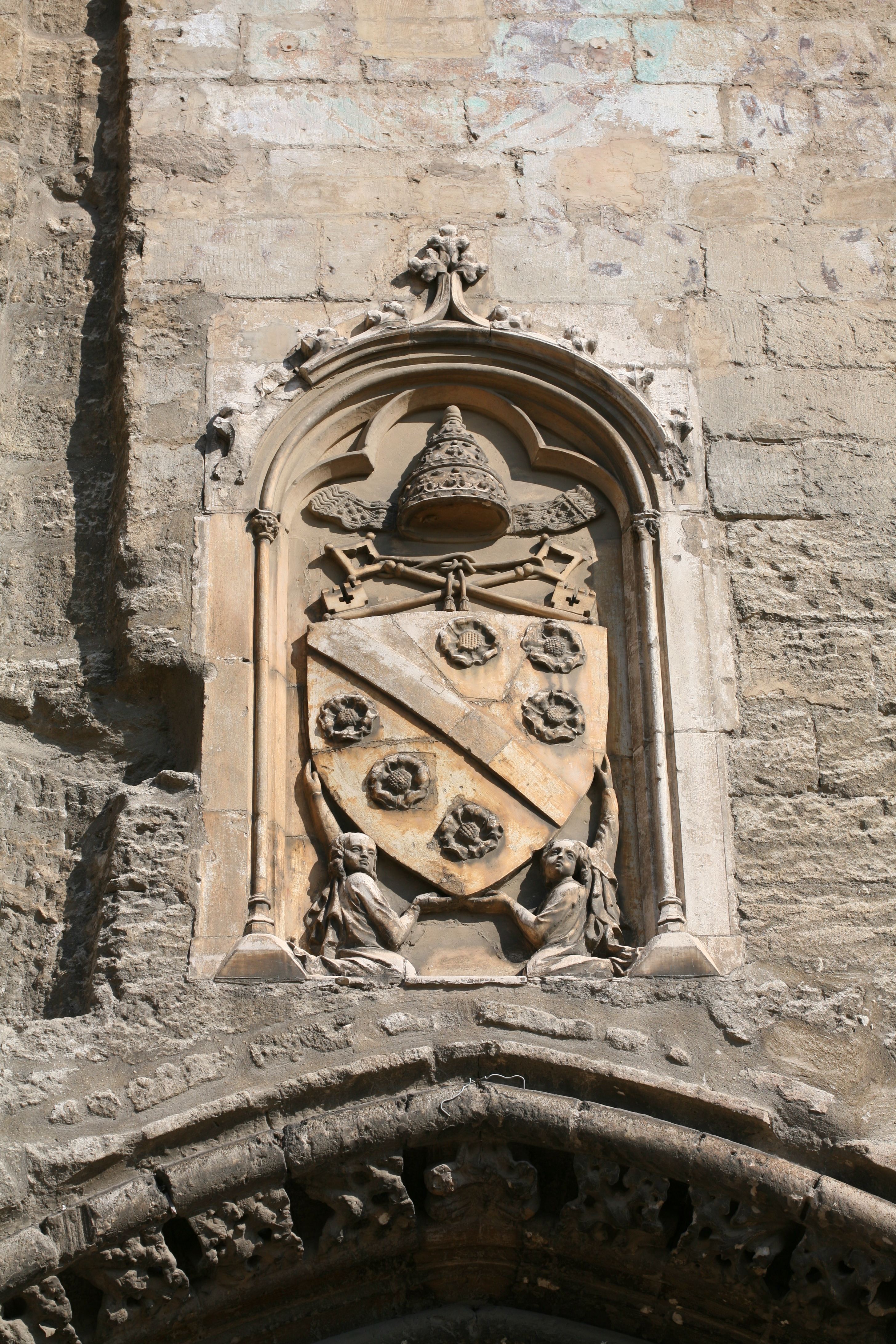
Les armes de Clément VI, sculptées au-dessus de la porte des Champeaux, dans le palais des Papes.

Le 9 mars, est émis un timbre de 0,70 euro représentant une vue horizontale d'ensemble depuis l'ouest du palais des Papes, à Avignon L'émission coïncide avec les sept ans de l'installation de la papauté à Avignon. 
Le timbre de 6 × 2,5 cm est dessiné et gravé par Martin Mörck d'après une photographie de Christian Guy disponible sur le site hemis.fr. Il est imprimé en taille-douce en feuille de quarante exemplaires.
La manifestation premier jour, dont le timbre à date de Claude Perchat représente les armes du pape Clément VI, a lieu les 7 et 8 mars au palais, à Avignon.
Le tirage annoncé est de 2,5 millions de timbres.

### Titouan Lamazou,Femmes du monde
Le 10 mars, à l'occasion de la Journée internationale de la femme le 8 mars 2009, est émis un carnet de douze timbres autocollants au tarif « Lettre prioritaire 20 g ». Intitulé Femmes du monde, ce carnet contient des timbres reproduisant des photographies et des peintures de femmes rencontrées par Titouan Lamazou au cours de ces voyages dans le monde, dans l'ordre alphabétique de leurs prénoms : Blessing du Nigeria, Dayan de Colombie, Dayu d'Indonésie, Deborah de France, Elmas de Turquie, Francine du Rwanda, Helena des États-Unis, Kabari du Bangladesh, Malika du Maroc, Mei Mei de Chine, Nadia du Brésil et Nandita d'Inde.
Les œuvres de Titouan Lamazou sont mises en page par Juliane Cordes sur des timbres autocollants de 3,8 × 2,4 cm imprimés en offset en carnet de douze timbres différents.
La mise en vente anticipée a lieu le 9 mars au siège du groupe La Poste, à Paris. Le cachet premier jour, également de Lamazou, montre le dessin d'une femme et de trois fleurs.
Le tirage annoncé est de 4,15 millions de carnets.

### Mâcon - Saône-et-Loire

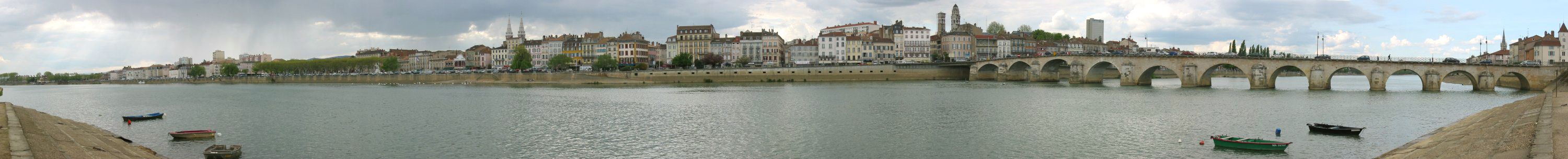
Une vue panoramique proche de celle du timbre.

Le 30 mars, est émis un timbre de 0,56 euro sur la ville de Mâcon mettant en valeur une vue de la ville depuis la Saône, avec de gauche à droite : l'église Saint-Pierre, la cathédrale Vieux-Saint-Vincent et le pont Saint-Laurent. Au milieu de l'image, est représentée la statue d'Alphonse de Lamartine, natif de la ville.
Le timbre 6 × 2,5 cm est dessiné et gravé par Pierre Albuisson pour une impression en taille-douce en feuille de quarante.
La manifestation premier jour a lieu du 27 au 29 mars 2009 au Salon philatélique de printemps à Mâcon. Albuisson illustre le timbre à date des tours de la cathédrale Vieux-Saint-Vincent.
Le tirage annoncé est de 2,8 millions de timbres.

### La protection des pôles
Le 30 mars, est émis un bloc de deux timbres sur « la protection des pôles », c'est-à-dire des régions polaires. Le timbre de 0,56 euro présente un albatros hurleur (Diomedea exulans)  volant dans un paysage polaire d'icebergs et celui de 0,85 euro est consacré aux manchots empereurs (deux spécimens adultes et deux petits). L'illustration centrale du bloc montre des manchots plongeant dans l'océan.
Yves Beaujard interprète en dessin et gravure des photographies d'agence. Les deux timbres de 3 × 4 cm s'intègrent dans un bloc imprimé en offset et taille-douce.
La mise en vente anticipée a lieu du 27 au 29 mars 2009 au Salon philatélique de printemps à Mâcon. Un ours polaire et deux petits illustre le cachet premier jour par Beaujard.
Le tirage annoncé est de 1,8 million de blocs.

## Avril

### Aimé Césaire 1913-2008
Le 21 avril, est émis un timbre de 0,56 euro en hommage à Aimé Césaire à l'occasion de l'anniversaire de sa mort, le 17 avril 2008. Le timbre reproduit une photographie de l'écrivain et homme politique en costume clair et les bras croisés.
La photographie de Sergio Gaudenti de 1982 est fournie par l'agence Corbis, dans le fonds de l'agence Kipa. Elle est mise en page par Claude Andréotto sur un timbre de 3 × 4 cm imprimé en héliogravure en feuille de quarante-deux.
La mise en vente anticipée a lieu du 17 au 19 avril à Fort-de-France, ville dont Césaire fut le maire de 1945 à 2001, et le 17 avril au secrétariat d'État à l'Outre-mer, à Paris. Le timbre à date premier jour de Fort-de-France est illustré d'un portrait de Césaire par Claude Perchat et celui de Paris dessiné par Jean-Paul Cousin reprend la façade de l'ancien hôtel de ville de Fort-de-France.
Le tirage est de deux millions de timbres.

### Flore des régions: c'est ma nature!
Le 27 avril, sont émis deux carnets de douze timbres « Lettre prioritaire 20 g » sur le thème de la flore des régions françaises, un carnet pour celles du Nord du pays (plus Paris), un pour celle du Sud (et la Guyane). Chaque carnet contient plusieurs pages illustrées et six feuillets détachables contenant chacun deux timbres. Sur fond d'un paysage connu de la région, sont peints des végétaux. Pour le Nord de la France : la quetsche pour l'Alsace, la pomme pour la Basse-Normandie,  l'ajonc en Bretagne, le bouleau pour le Centre, l'ophrys abeille pour la Champagne-Ardenne, le  hêtre pour la Haute-Normandie, la « jacinthe bleue » pour l'Île-de-France, la mirabelle pour la Lorraine, la pomme de terre pour le Nord-Pas-de-Calais, le lys pour Paris, le muguet pour les Pays de la Loire et la rose pour la Picardie. Pour le Sud : le pin maritime pour l'Aquitaine, la gentiane jaune pour l'Auvergne, le cassis pour la Bourgogne, le châtaignier en Corse, l'épicéa pour la Franche-Comté, l'awara pour la Guyane, le « thym sauvage » pour le Languedoc-Roussillon, le cèpe en Limousin, la violette de Toulouse pour Midi-Pyrénées, la salicorne pour Poitou-Charentes, l'olivier sur fond de champ de mimosa pour la Provence-Alpes-Côte d'Azur, la myrtille pour Rhône-Alpes,.
Les timbres de 4 × 3 cm sont dessinés par Guy Coda de manière originale ou à partir de photographies d'agence. Ils sont imprimés en héliogravure.
La mise en vente anticipée a lieu dans de nombreuses villes de France métropolitaine et des départements d'outre-mer d'Amérique. Elle s'effectue en lien avec la vente des « collectors » La France comme j'aime, une émission hors programme de vingt-quatre feuilles de dix timbres pré-personnalisés présentant des lieux et objets typiques des vingt-deux régions métropolitaines, de la ville de Paris et des Antilles françaises (Guadeloupe et Martinique), imprimées sur le modèle des Montimbramoi et vendus dans leur région respective 7,90 euro la feuille, soit 2,30 euro en plus de la valeur faciale. Les carnets Flore des régions peuvent y bénéficier d'une oblitération premier jour au contour composé de feuilles et végétaux, créée par le duo Sylvie Patte et Tanguy Besset (Patte & Besset). Les collectors La France comme j'aime ont une oblitération par région : un cœur dentelé avec l'expression « [nom de la région] comme j'aime ».
Chaque carnet est tiré à cinq millions d'exemplaires, soit soixante millions de timbres individuels.

## Mai

### L'astronomie
Le 4 mai, dans le cadre de l'émission Europa, est émis un bloc de deux timbres de 0,70 euro sur le thème commun : l'astronomie. Le timbre de gauche est consacré à la planète Saturne, avec à l'arrière-plan une vue de la nébuleuse de la Tête de Cheval ; à proximité, une lunette astronomique. Le timbre de droite est une vue d'artiste d'une exoplanète et de son étoile ; il voisine avec la représentation d'un télescope spatial.
Le bloc et les timbres de × cm sont dessinés par David Ducros, illustrateur au Centre national d'études spatiales, à partir de photographies de cet organisme. Ils sont imprimés en offset.
La mise en vente anticipée a lieu le 3 mai au Parlement européen à Strasbourg et à la Cité de l'espace à Toulouse. Aurélie Baras dessine le timbre à date premier jour : un adulte et un enfant stylisés observent les étoiles dans le ciel.
Deux millions et demi de blocs sont tirés.

### La France en timbres -Post images of France
Le 14 mai, est émis un carnet de huit timbres autocollants au tarif « Monde 20 g » représentant des lieux et monuments célèbres ou typiques de la France : le château d'Azay-le-Rideau, une maison à colombages d'Alsace, le Mont-Saint-Michel, Notre-Dame de Paris, la promenade des Anglais à Nice (avec l'hôtel Negresco), le tour Eiffel à Paris, un village de Provence et des vignobles bordelais. La couverture présente l'usage des timbres en cinq langues : allemand, anglais, espagnol, français et japonais.
Les photographies sont mises en page par Étienne Théry sur des timbres de 3,8 × 2,4 cm imprimés en offset.
Lors de la manifestation premier jour du 13 mai au Jardin d'acclimatation de Paris, le cachet spécial par Théry représente une tour Eiffel stylisée sur fond de carte de France.
Le tirage annoncé est d'un million et demi de carnets.

### Vacances
Le 14 mai, est émis un carnet de quatorze timbres autocollants au tarif de la lettre prioritaire intérieure de moins 20 grammes sur le thème des vacances. Poursuivant le thème des couleurs entamé en 2007 avec le bleu, les douze photographies illustrant les timbres mettent en valeur le rouge dans des éléments naturels (coccinelle, coq, fruits, papillon) ou humains (courts de tennis en terre battue, matelas gonflable par exemple).
Les photographies sont mises en page par Étienne Théry sur huit timbres horizontaux de 3,8 × 2,4 cm et six timbres verticaux de 2 × 2,6 cm, imprimés en offset.
Lors de la manifestation premier jour du 13 mai au Jardin d'acclimatation de Paris, le cachet spécial par Théry représente une boisson dans un verre avec glaçons, rondelle de citron et une paille.
Le tirage annoncé est de sept millions de carnets.

### Chaumont
Le 18 mai, est émis un timbre de 0,56 euro sur la ville de Chaumont, dans la Haute-Marne. Le nom de la ville est disposé comme sur une affiche, l'émission coïncidant avec le 20e Festival international de l'affiche et du graphisme, du 16 mai au 14 juin 2009.
Choisie à l'issue d'un concours, l'illustration de Frank Vriens est mise en page par Aurélie Baras sur un timbre de 4 × 3 cm imprimé en héliogravure en feuille de quarante-deux exemplaires.
Aurélie Baras crée le cachet premier jour titré « VILLE DE L'AFFICHE » disponible pendant la mise en vente anticipée le 16 mai à Chaumont.
Le timbre est tiré à cinq millions d'exemplaires.

### Jean Calvin 1509-1564
Le 25 mai, est émis un timbre de 0,56 euro pour le cinquième centenaire de la naissance du théologien protestant Jean Calvin. Son portrait, inspiré d'une peinture du XIXe siècle, se sur-impose à la reproduction d'une de ses lettres de 1545 au sujet de la Trinité chrétienne.
Le timbre de 4 × 3 cm est dessiné et gravé par Claude Jumelet à partir de photographies fournies par le musée Jean-Calvin de Noyon et la Société de l'histoire du protestantisme français. Il est imprimé en taille-douce en feuille de quarante-huit exemplaires.
La manifestation premier jour a lieu le 22 mai à Bourg-la-Reine et du 22 au 24 mai à Noyon, ville natale de Calvin. Le cachet spécial contient la reproduction de la signature de Calvin, avec seulement l'initiale du prénom.
Le tirage est de 2,3 millions de timbres.

### Le chocolat
Le 25 mai, est émis un feuillet de dix timbres différents de 0,56 euro pour les quatre cents ans de l'introduction du chocolat dans le royaume de France, à Bayonne. Les cinq timbres de la rangée supérieure résument l'histoire du chocolat : depuis le fruit du cacaoyer et les fèves du cacao du premier timbre, préparé par les Amérindiens d'Amérique centrale, ramené par les Conquistadores espagnols en Espagne (représentée par un palais sur le quatrième timbre, et enfin arrivé à Bayonne en 1609. La rangée inférieure montre plusieurs moments de la fabrication du chocolat, dont une tablette et du chocolat chaud. Chaque illustration est créée comme un relief moulé sur des morceaux rectangulaires de chocolat ; les marges du timbres reproduisent une feuille froissée d'aluminium comme celle qui enrobe une tablette.
Les timbres de 2,6 × 4 cm sont dessinés par Pierre-André Cousin et imprimés en héliogravure, avec une couche de micro-pastilles contenant une odeur chocolatée.
La mise en vente anticipée a lieu les 23 et 24 mai à Bayonne et à Paris. Cousin illustre le cachet premier jour avec une chocolatière.
Le tirage est de deux millions et demi de feuillets.

## Juin

### Château de la Bâtie d'Urfé - Loire

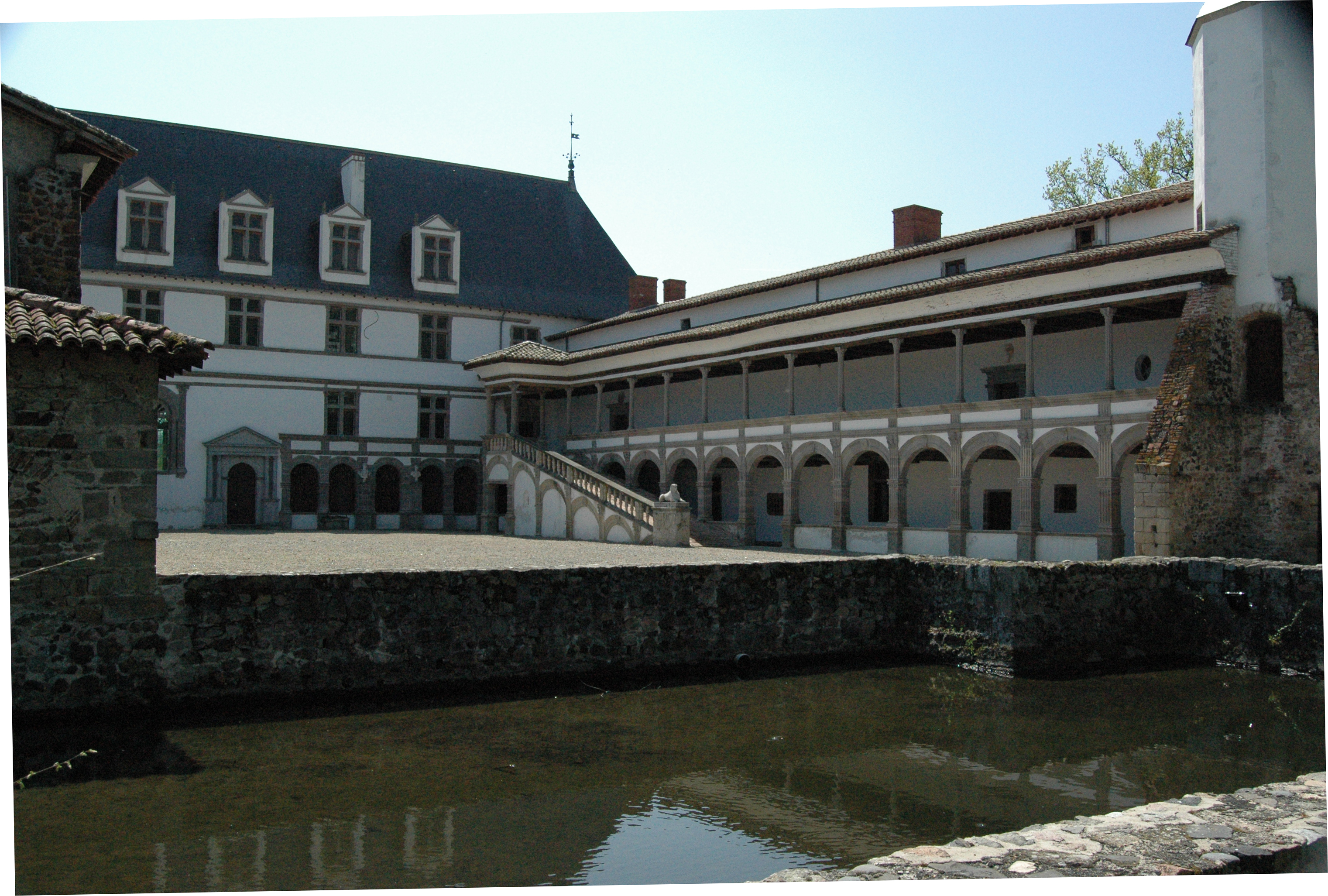
Les deux corps de bâtiment dans une perspective proche de celle du timbre.

Le 8 juin, est émis un timbre de 0,56 euro sur le château de la Bastie d'Urfé (orthographié « Bâtie » sur le timbre), dans le département de la Loire. Centrée sur la cour d'honneur, l'illustration représente deux des corps de bâtiment de l'édifice, ainsi qu'une des décorations murales de la salle des rocailles.
Le timbre de 4 × 3 cm est dessiné et gravé par Marie-Noëlle Goffin et est imprimé en taille-douce en feuille de quarante-huit exemplaires.
La manifestation premier jour a lieu les 6 et 7 juin au château, dans la commune de Saint-Étienne-le-Molard. Le cachet à date est illustré par Goffin de la rotonde du château.
Le tirage est de 2,3 millions de timbres.

### Christo et Jeanne Claude,Le pont Neuf empaqueté, Paris, 1985
Le 15 juin, dans le cadre d'une nouvelle série sur « l'art moderne dans la ville », est émis un timbre de 1,35 euro reproduisant une photographie du pont Neuf, le plus vieux pont de Paris, « empaqueté » dans du polyester du 22 septembre au 7 octobre 1985 par les artistes contemporains Christo et Jeanne-Claude.
La photographie de Wolfgang Volz est mise en page sur un timbre de 4,085 × 5,2 cm imprimé en héliogravure en feuille de trente.
Le tirage est de 2,8 millions de timbres.
La mise en vente anticipée a lieu le 13 juin à l'hôtel des Monnaies, à Paris. La signature des deux artistes mise en page par Stéphanie Ghinéa illustrent le cachet premier jour.

### Tarbes

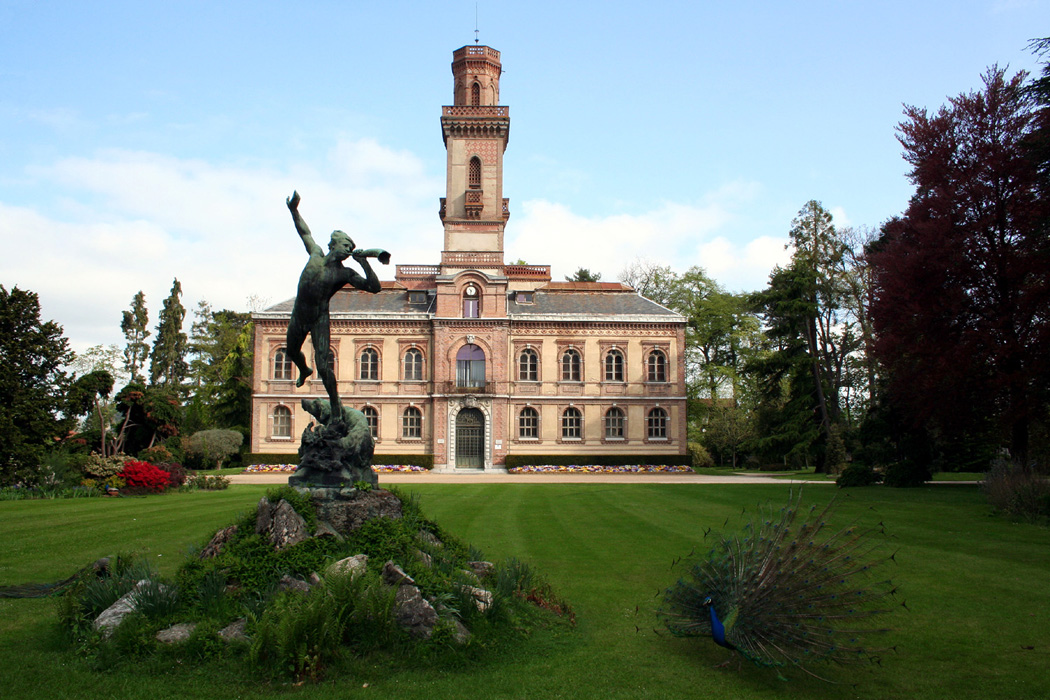
Le musée Massey et la statue, tous deux représentés sur le timbre.

Le 15 juin, est émis un timbre de 0,56 euro avec une vignette se-tenant sur la ville de Tarbes, dans les Hautes-Pyrénées. L'illustration du timbre est une vue de face du musée Massey et de la sculpture se trouvant dans son jardin, les Pyrénées à l'horizon. La vignette représente la tête d'un cheval et est légendée « 82e congrès - Fédération française des associations philatéliques ».
Le timbre de 4 × 3 cm est dessiné et gravé par Elsa Catelin d'après des photographies de D. Lac. Il est imprimé en taille-douce en feuille de trente-six.
La manifestation premier jour a lieu du 12 au 14 juin à Tarbes pendant le 82e congrès de la Fédération française des associations philatéliques. Le timbre en date en forme de fer à cheval est également l'œuvre d'Elsa Catelin.
Trois millions de timbres avec vignettes sont tirés.

### Animaux disparus ou menacés
Le 22 juin, dans le cadre de la série annuelle Nature de France, sont émis quatre timbres et un bloc les mettant en scène sur quatre espèces animales disparues ou menacées de disparaître : panda géant et rhinocéros pour les deux timbres de 0,56 euro, le disparu aurochs sur le 0,70 euro et le condor de Californie sur le 0,90 euro. Autour d'eux, dans la scène du bloc, sont également illustrés des spécimens d'espèces non menacées : une panthère et des girafes.
Les timbres de 3 × 4,085 cm et le bloc sont dessinés par Christophe Drochon et imprimés en héliogravure en feuille de quarante-deux exemplaires.
La mise en vente anticipée a lieu les 20 et 21 juin au jardin d'acclimatation de Paris et à Villotte-devant-Louppy. Drochon réalise les deux cachets premier jour. Celui de Paris reprend la tête des trois gros animaux et le condor en vol, tandis que celui de Villotte reproduit la tête de l'aurochs de la série.
Le tirage est de cinq millions et demi d'exemplaires pour chacun des deux timbres de 0,56 euro, cinq millions pour « Aurochs », six millions et demi pour le 0,90 euro et 2,1 millions de blocs, soit 22,4 millions de timbres individuels.

### Bordeaux - Gironde
Le 22 juin, est émis un timbre de 0,56 euro sur la ville de Bordeaux, en Gironde, représentée par la façade des bâtiments du port de la Lune, classé au patrimoine mondial de l'UNESCO en juin 2007. Au niveau de l'eau de la Garonne, l'artiste a placé la statue située au sommet de la colonne aux Girondins visible place des Quinconces.
Le timbre de 8 × 2,6 cm est dessiné et gravé par Pierre Albuisson d'après des photographies fournies par la mairie de la ville. Imprimé en taille-douce, il est conditionné en feuille de trente exemplaires.
La manifestation premier jour a lieu les 20 et 21 juin sur la place des Quinconces et près du miroir d'eau situé entre la place de la Bourse représentée sur le timbre et le fleuve. Également visible place de la Bourse, la fontaine des Trois-Grâces ornent le timbre à date créé par Sylvie Patte et Tanguy Besset.
Deux millions et demi de timbres sont tirés.

### Mémorial Jean Moulin - Rhône

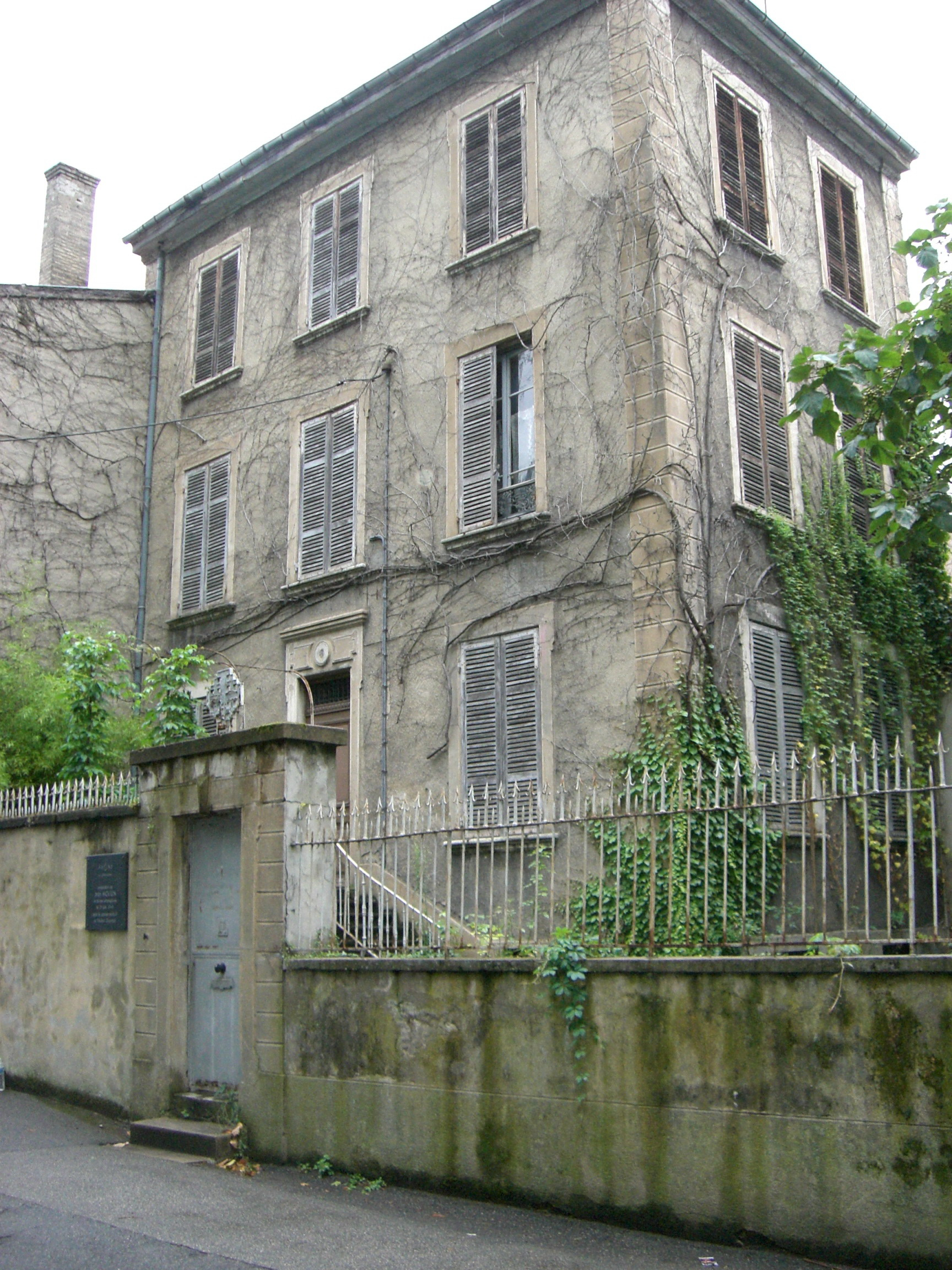
La maison du docteur Dugoujon dans une perspective proche de celle du timbre.

Le 22 juin, est émis un timbre de 0,56 euro titré « Mémorial Jean Moulin - Rhône » représentant le portrait du chef du Conseil national de la Résistance et la maison du docteur Frédéric Dugoujon à Caluire-et-Cuire où il fut arrêté par la Gestapo, le 21 juin 1943. L'émission coïncide avec les cent dix ans de la naissance de Moulin, les cinq ans de la mort de Dugoujon et alors qu'un projet d'ouverture d'un mémorial est en cours dans cet édifice.
André Lavergne dessine et grave ce timbre de 4 × 3 cm à partir de la photographie de Moulin prise en 1939 à Montpellier par Marcel Bernard et de la maison. L'impression s'effectue en taille-douce en feuille de quarante-huit exemplaires.
La mise en vente anticipée a lieu le 20 juin dans l'ancienne maison du docteur Dugoujon à Caluire. Le cachet premier jour, également par Lavergne, reprend le portrait par Marcel Bernard.
Le tirage est de 2,8 millions de timbres.

### Coupe Gordon Bennett d'aviation 1909-2009
Le 29 juin, est émis un timbre de 0,56 euro pour le centenaire de la coupe Gordon Bennett d'aviation, récompensant alors les avions les plus rapides.
L'illustration d'un des premiers avions sur fond blanc est réalisée par François Bruère à partir de photographies fournies par le Musée de l'air et de l'espace du Bourget. Elle est gravée par André Lavergne pour donner un timbre de 4 × 3 cm imprimé en taille-douce en feuille de quarante-huit.
La manifestation premier jour a lieu les 27 et 28 juin pendant le Meeting du centenaire organisé sur la base aérienne 112 Reims-Champagne. Un pilote des débuts de l'aviation, installé à bord de son appareil, illustre le timbre à date localisé à Bétheny et dessiné par Claude Perchat.
Le tirage est de 2,3 millions de timbres.

## Juillet

### Étienne Dolet 1509-1546
Le 6 juillet, est émis un timbre de 0,56 euro pour les cinq cents ans de la naissance de l'écrivain Étienne Dolet.
Le timbre au portrait de Solet, de 2,6 × 4 cm de dimension, est dessiné par Cyril de La Patellière et gravé par Jacky Larrivière. Il est imprimé en taille-douce en feuille de cinquante exemplaires.
La manifestation premier jour a lieu le 4 juillet à Lyon où il s'installa comme imprimeur et à Orléans où il naquit. Sophie Beaujard crée une oblitération reproduisant la marque portée par les livres imprimées par Dolet : une main sortant d'un nuage et tenant une doloire (sorte de hache) au-dessus d'un tronc d'arbre.
Le tirage est de trois millions de timbres.

### Louis Blériot, traversée de la Manche - 1909
Le 27 juillet, est émis un timbre de poste aérienne de deux euros pour le centenaire de la traversée par l'aviateur Louis Blériot, de la Manche des environs de Calais à Douvres, le 25 juillet 1909, à bord d'un Blériot type XI. L'appareil volant au-dessus d'une mer lisse constitue la gauche de l'illustration du timbre, avec le portrait de Blériot en tenue de vol à droite.
Le timbre de 5,2 × 3,1 cm est dessiné par Jame's Prunier d'après des photographies fournies par la famille de l'aviateur. L'illustration est en partie gravée par Yves Beaujard pour une impression en offset et en taille-douce en feuille de dix et de quarante timbres.
La manifestation premier jour a lieu le 25 juillet au Musée des arts et métiers, à Paris, où est conservé l'appareil de la traversée, et les 25 et 26 juillet à Blériot-Plage, son point de départ sur la commune de Sangatte, à Cambrai, ville natale de Blériot, et à La Baule-Escoublac. Parmi les timbres à date disponibles, celui de Blériot-Plage reprend l'idée d'un portrait de Blériot et de son appareil et celui de Paris représente une carte simplifiée du vol entre le Pas-de-Calais et le Kent.
Le tirage est de 2,8 millions de timbres.

## Septembre

### Envoyez vos invitations avec...
Le 7 septembre, est émis un carnet de quatorze timbres « LETTRE PRIORITAIRE 20 g » pour envoyez une invitation. Chaque timbre comprend une illustration assez dynamique. La signification du message du dessin de chaque timbre est explicitée sur la couverture : l'expéditeur envoie ses invitations avec « votre bonne humeur », « vos bonnes nouvelles », « votre enthousiasme », « vos envols », « vos fantaisies », « votre joie de vivre », « vos mots doux », « vos mystères », «  votre patience », « vos promesses », « vos secrets », « vos surprises » ou « tous vos élans ». Ces illustrations sont horizontales sur les huit timbres grand format et verticales pour les six petits formats ; le gâteau coupé est repris sur un timbre de chaque dimension.
Les timbres de 2 × 2,6 cm (vertical) et de 3,8 × 2,4 cm sont dessinés par Corinne Salvi et sont imprimés en offset.
La mise en vente anticipée a lieu le 5 septembre au Jardin d'acclimatation de Paris. Salvi reprend un de ses personnages en plein saut pour illustrer le cachet premier jour.
Trois millions de carnets sont imprimés, soit quarante-deux millions de timbres.

### La fête foraine
Le 7 septembre, est émis un bloc-feuillet de six timbres de 0,56 euro sur la fête foraine à travers des éléments de ces manifestations ludiques, un jeu et une friandise : les chaises volantes, la grande roue, un manège, les montagnes russes, le jeu de la pêche aux canards et la pomme d'amour.
Le bloc est dessiné par Cécile Millet et est imprimé en héliogravure. Des timbres de 2,6 × 4 cm y sont dentelés d'après une mise en page de l'atelier Didier Thimonnier.
La manifestation premier jour a lieu les 5 et 6 septembre à la foire aux manèges de Lille et le 5 septembre au Jardin d'acclimatation de Paris. Millet crée deux timbres à date spéciaux qui reprend le train « chenille » des montagnes russes du timbre pour Lille. À Paris, le sujet est une jeune fille chevauchant un cheval de manège.
Le tirage est de 2,7 millions de blocs, soit 16,2 millions de timbres.

### Croix-Rouge

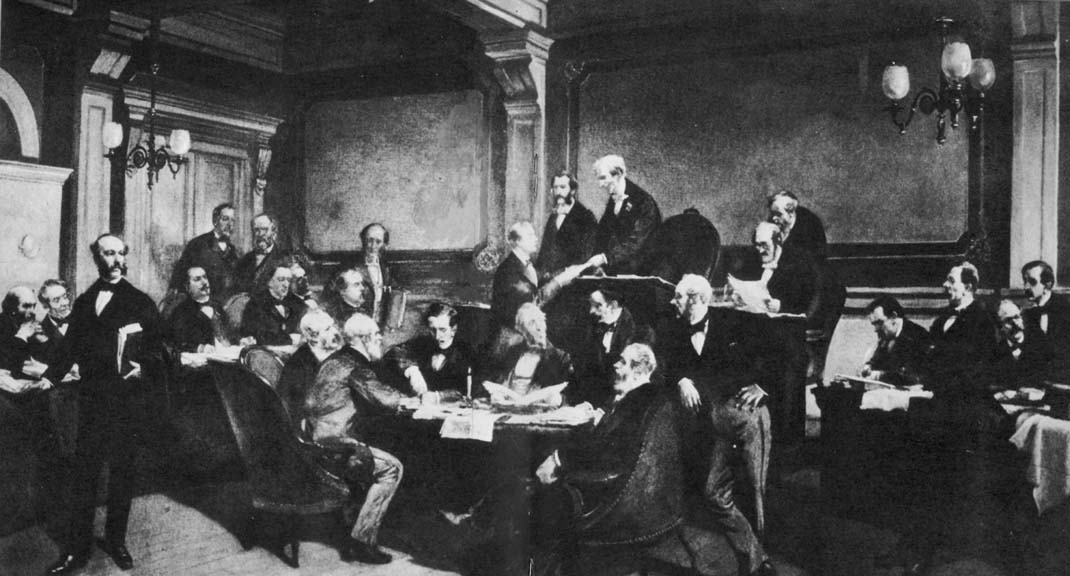
La signature des premières Conventions de Genève de 1864, qui a inspiré un des timbres du bloc.

Le 21 septembre, dans le cadre de l'émission annuelle Croix-Rouge commencée en 1951, est émis un bloc de cinq timbres différents de 0,56 euro pour marquer plusieurs anniversaires liés à la création de la Croix-Rouge : les cent cinquante ans de la bataille de Solférino dont les dommages humains marquent l'esprit d'Henry Dunant, les quatre-vingt-dix ans de sa mort (en 2010) et de la Fédération internationale des Sociétés de la Croix-Rouge et du Croissant-Rouge et les soixante ans des Conventions de Genève de 1949. Chacun de ces quatre anniversaires est représenté sur un des timbres verticaux à fond blanc : portrait de Dunant, deux blessés de Solférino, réinterprétation d'une gravure de la signature des premiers conventions de Genève de 1864 et un globe terrestre portant les deux symboles de la Croix-Rouge et du Croissant-Rouge. Le cinquième timbre, horizontal, reproduit Pélias et Nélée de Georges Braque, qui fut gravement blessé pendant la Première Guerre mondiale. La moitié supérieure du bloc est une reproduction d'un extrait de la peinture Napoléon III et sa maison militaire à la bataille de Solférino, 24 juin 1859 d'Ange-Louis Janet-Lange, dont est également issus l'illustration aux deux blessés du timbre sur la bataille.
Le bloc est vendu 4,80 euro, soit deux euros de plus que la valeur faciale, reversés à la Croix-Rouge française.
Marc Taraskoff illustre les timbres verticaux en réinterprétant des photographies et des œuvres fournies par la Réunion des musées nationaux et l'agence AKG-images, à l'exception de celui sur la Fédération internationale qui est de sa création. Les timbres de 2,6 × 4 cm et le bloc sont imprimés en héliogravure.
Est disponible l'habituel cachet à date premier jour portant une croix rouge frappé à l'encre rouge.
Le tirage annoncé est d'1,7 million de blocs, soit 8,5 millions de timbres individuels.

### Jardin des plantes

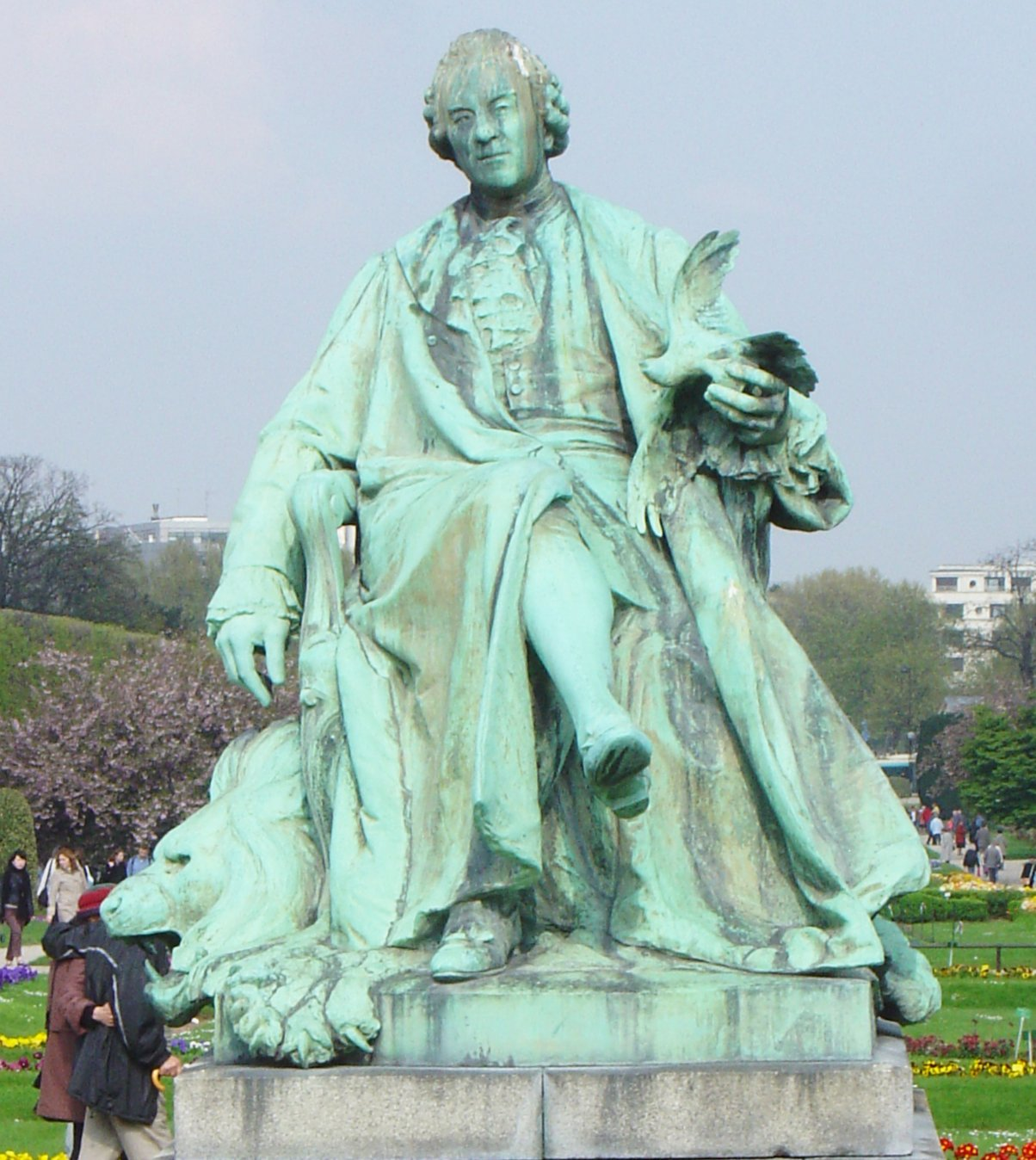
La statue de Buffon, au Jardin des plantes, reprise sur le cachet premier jour.

Le 21 septembre, dans le cadre de la série annuelle Jardins de France, est émis un bloc rectangulaire de deux timbres de 2,22 euros sur le Jardin des plantes de Paris. Dans une scène de verdure où sont visibles de fleurs roses et un flamant, les deux timbres mettent en valeur deux constructions métalliques du jardin : la gloriette de Buffon érigée en 1788 et la serre mexicaine dessinée par Charles Rohault de Fleury dans les années 1830. Dans la série des Jardins de France, c'est le premier bloc et les premiers timbres de forme rectangulaire et de dimensions plus conventionnels que les blocs allongés et marqués de courbes des années précédentes. Comme ses prédécesseurs, il annonce la tenue d'une prochaine édition du Salon du timbre, en 2010.
Les timbres de 3 × 4 cm et le bloc sont dessinés par Gilles Bosquet et imprimés en héliogravure.
Le cachet premier jour par Bosquet représente la statue de Buffon visible dans le jardin.
Le tirage est de 1,7 million de blocs.

### Sourire avecLe Petit Nicolas
Le 21 septembre, dans le cadre de la série annuelle Sourires lancée en 2005, est émis un carnet de quatorze timbres autocollants au tarif « Lettre prioritaire 20 g » illustrés de scènes du Petit Nicolas, personnage de la littérature jeunesse, liées à la correspondance, de l'acte d'écriture à la distribution de l'enveloppe. L'émission coïncide avec le cinquantenaire de la publication illustrée dans la presse des aventures du personnages.
Propriétés des éditions IMAV, les dessins de Sempé à partir des textes de René Goscinny illustrent huit timbres de 2,4 × 3,8 cm (quatre horizontaux et quatre verticaux) et six timbres de 2 × 2,6 cm. Le carnet est imprimé en offset.
Le cachet premier jour prévu reprend Nicolas en train de courir comme sur l'un des timbres.
Sept millions de carnets sont tirés, soit 98 millions de timbres individuels.

### Eugène Vaillé (1875-1959)
Le 21 septembre, est émis un timbre de 0,56 euro pour le cinquantenaire de la mort d'Eugène Vaillé, fonctionnaire des postes et premier conservateur du Musée postal de France, devenu le musée de La Poste. Le portrait en costume et cravate de Vaillé voisine avec la façade de l'hôtel parisien de Choiseul-Praslin, où le musée fut inauguré en 1947.
Le timbre de 4 × 3 cm est dessiné et gravé par André Lavergne. Il est imprimé en taille-douce en feuille de quarante-huit exemplaires.
La mise en vente anticipée a lieu le 19 septembre au musée de La Poste à Paris, et les 19 et 20 septembre dans sa ville natale de Bédarieux. Les mêmes jours, le cachet sans mention « premier jour » est également disponible lors de l'exposition philatélique Philaouest à Poitiers. Ce cachet reproduit le premier logotype du musée tiré d'une enluminure du Moyen Âge dans laquelle un messager remet un courrier à un autre personnage. Son auteur, André Lavergne, a voulu évoquer le lien entre Vaillé et le musée, sans repasser par le bâtiment.
Trois millions de timbres sont tirés.

### Abbaye de Royaumont - Val-d'Oise
Le 28 septembre, est émis un timbre de 0,56 euro sur l'abbaye de Royaumont, dans le Val-d'Oise, construite au XIIIe siècle. L'illustration présente les façades orientales depuis le bâtiment des latrines (devenu ensuite la résidence du prieur) jusqu'à la tourelle, un vestige de l'église abbatiale détruite pendant la Révolution française.
Le timbre de 4 × 3 cm est dessiné à partir de photographies réalisées par des employés de Phil@poste et gravé par Line Filhon, qui crée son premier timbre-poste pour la France. Il est imprimé en taille-douce en feuille de quarante-huit unités. La graveure a passé cinquante heures pour réaliser les deux poinçons nécessaires à l'impression.
La manifestation premier jour a lieu le samedi 26 à l'abbaye, sur la commune d'Asnières-sur-Oise.
Le tirage est de deux millions et demi de timbres.

## Octobre

### France-Suisse. René de Saint-Marceaux

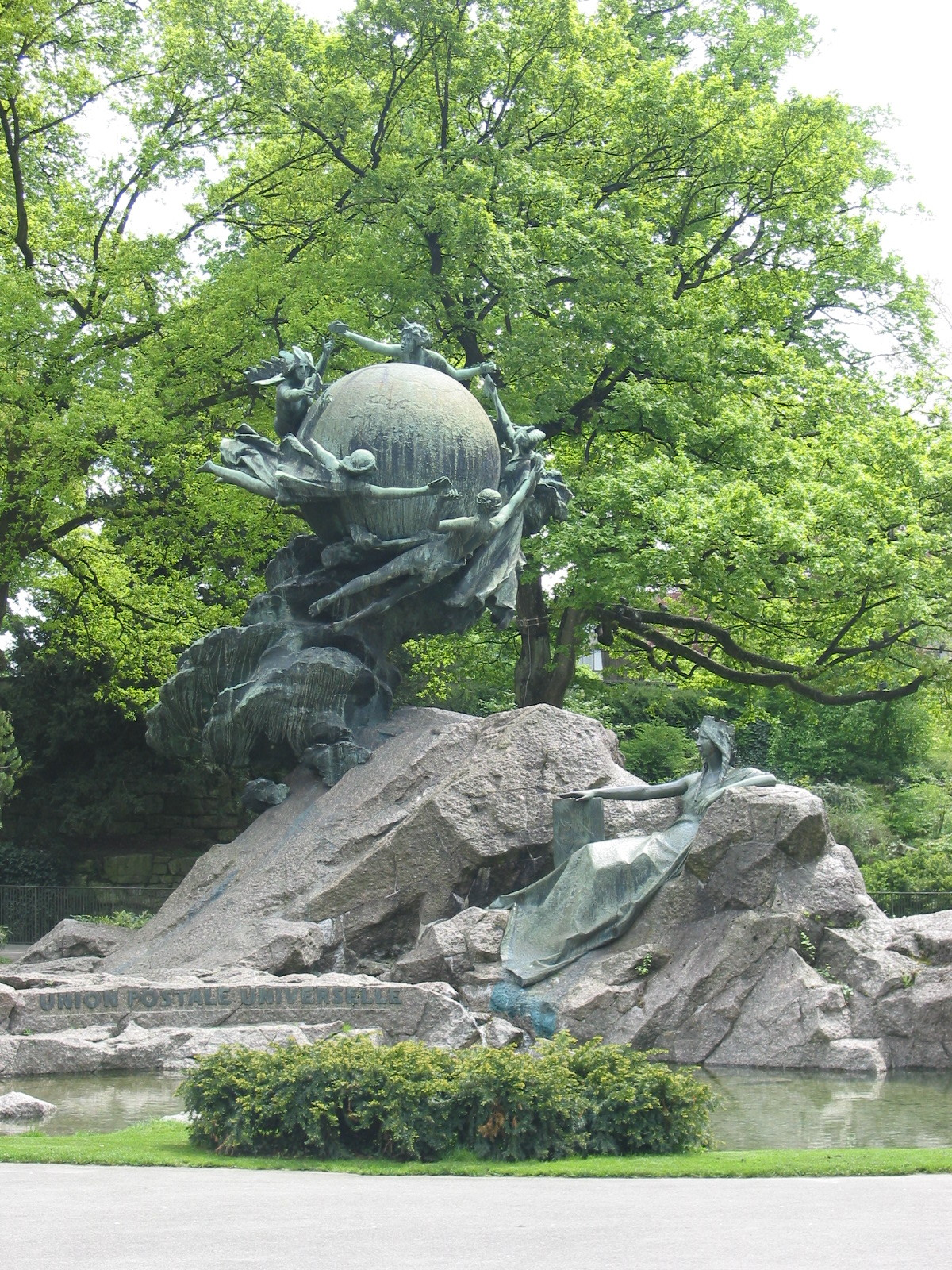
Le monument devenu le logotype de l'Union postale universelle, installé à Berne.

Le 12 octobre, dans le cadre d'une émission conjointe avec la Suisse, est émis un timbre de 0,70 euro pour le centenaire du monument devenu logotype de l'Union postale universelle, installé à Berne en 1909 pour les vingt-cinq ans de l'organisation internationale. L'illustration juxtapose un portrait du sculpteur René de Saint-Marceaux (1845-1915) et une photographie du monumental globe autour duquel cinq divinités se passent des lettres.
Le timbre de 4 × 2,727 cm est créé par Silvia Brüllhardt et le portrait de Saint-Marceaux est gravé par Elsa Catelin. Il est imprimé en offset et en taille-douce en feuille de quarante-huit exemplaires.
La mise en vente anticipée a lieu le 9 octobre à l'ambassade de Suisse à Paris, et les 9 et 10 octobre à Reims, ville natale du sculpteur, dont le portrait est repris sur le cachet premier jour mis en page par Gilles Bosquet.
Le tirage est de 2,7 millions de timbres. Sont annoncés également quarante mille blocs de quatre inclus dans une pochette souvenir illustrée comprenant également un bloc de quatre timbres de Suisse. Ce souvenir est vendu huit euros pour l'équivalent de sept euros de valeur faciale pour les huit timbres.
La Poste Suisse émet son timbre à l'illustration identique le 9 octobre 2009. D'une valeur de 1,80 francs suisses (180 centimes indiqués en valeur faciale, soit le tarif de la lettre standardisée de moins de 20 grammes pour le monde entier), il s'agit d'un timbre de service, uniquement destiné au courrier posté par l'Union postale universelle. Il est signé « Silvia Brüllhardt », sans référence à un graveur.

### Les poupées de collection
Le 19 octobre, dans le cadre de la série annuelle Le Coin du collectionneur, est émis un bloc de six timbres de 0,56 euro sur des modèles historiques de poupées, devenus depuis objets de collection, de la plus ancienne à la plus récente : une poupée en biscuit, une autre en porcelaine, une de chiffon et trois marques, le baigneur Petitcollin, une poupée Gégé et une poupée Bella.
À partir de photographies fournies par le musée de la Poupée de Paris, Elsa Catelin met en page et illustre d'éléments gravés les six timbres de 2,6 × 4 cm autour d'un cœur de fleurs tissé. Le bloc est imprimé en offset et taille-douce.
Sophie Beaujard créent plusieurs timbres à date représentant des poupées et des petites filles y jouant. Ils sont disponibles lors des manifestations « premier jour » le 17 octobre à Paris, ainsi que les 17 et 18 octobre, Étain,  Montbrison et Perpignan. À Courbevoie, Josselin et Soultz[Lequel ?], ces cachets n'ont pas la mention « premier jour ».
Le bloc est tiré à 2,8 millions d'unités, soit 16,8 millions de timbres individuels.

### Hansi 1873-1951,La Promenade
Le 26 octobre, est émis un timbre de 0,90 euro reproduisant une œuvre d'Hansi (pseudonyme de Jean-Jacques Waltz), un illustrateur alsacien qui fut anti-allemand pendant la période où l'Alsace-Lorraine fit partie de l'Empire allemand. La Promenade présente, dans un décor champêtre, trois jeunes femmes et un jeune homme en tenue traditionnelle marchant sur une route, devancés par trois oies.
L'œuvre, conservée au musée Hansi de Riquewihr, est mise en page par Aurélie Baras. Le timbre de 5,2 × 4,085 cm est imprimé en héliogravure en feuille de vingt-cinq unités.
La manifestation premier jour a lieu les 24 et 25 octobre à Colmar, ville natale de l'artiste, ainsi que le 24 à Strasbourg et Vougeot. Le timbre à date de Baras reproduit la signature d'Hansi ; sur ce cachet, la mention « premier jour » n'est présente qu'à Colmar.
Le tirage est de 2,7 millions de timbres.

### Juliette Dodu 1848-1909
Le 29 octobre, est émis un timbre de 0,56 euro pour le centenaire de la mort de Juliette Dodu, espionne française pendant l'invasion allemande de 1870. Sur un fond vert, blanc, orange, l'illustration représente un appareil télégraphique et un portrait de Dodu, visage fermé, en manipulant un autre pour informer l'armée française des messages allemandes qu'elle parvint à espionner.
Le timbre de 4 × 3 cm est dessiné par Claude Perchat d'après des photographies et gravé par Marie-Noëlle Goffin pour une impression en taille-douce en feuille de quarante-huit.
La mise en vente anticipée a lieu le 28 octobre à Saint-Denis, ville natale de l'héroïne, et à Pithiviers où sa mère dirigeait le bureau télégraphique. À La Réunion, le timbre à date porte la mention « premier jour », un profil cartographique de l'île et un portrait de Juliette Dodu. À Pithiviers, pas de mention et une interprétation du portrait de la dame portant la médaille militaire et la Légion d'honneur.
Le tirage est de deux millions et demi d'exemplaires.

## Novembre

### Salon philatélique d'automne
Les six émissions du 9 novembre connaissent une mise en vente anticipée avec mise à disposition d'une oblitération premier jour au Salon philatélique d'automne, organisée du 5 au 8 novembre à Paris, par la Chambre française des négociants et experts en philatélie.

### Conférence Euromed postal
Prévu pour une émission le 25 mai, le timbre de 0,56 euro sur la deuxième conférence Euromed postal est finalement émis le 9 novembre 2009. Le report est dû à un changement de la date de la conférence par l'opérateur postal égyptien : initialement prévue les 24 et 25 mai 2009, la conférence s'est tenue les 14 et 15 octobre 2009 à Alexandrie. La première conférence avait eu lieu en juillet 2007 à Paris. Ces conférences sont une application du partenariat entre l'Union européenne et plusieurs pays du pourtour méditerranéen. Le timbre est illustré d'une carte de la mer Méditerranée, d'un olivier, symbole de paix, et d'un logotype d'où partent des faisceaux lumineux qui évoquent le phare d'Alexandrie, l'une des Sept Merveilles du monde ancien.
Le timbre de 4 × 3 cm est dessiné et gravé par Claude Jumelet pour une impression en taille-douce en feuille de quarante-huit.
La mise en vente anticipée a lieu les 7 et 8 novembre à Paris, avec un cachet premier jour reprenant le logotype de la conférence.
Le tirage est de trois millions d'exemplaires.

### Les couleurs de Marianne
Le 9 novembre, est émis un bloc de treize timbres d'usage courant au type Marianne et l'Europe et titré Les couleurs de Marianne. Ces timbres sont inédits dans leur forme d'impression. Les timbres à validité permanente vert, rouge et bleu sont certes imprimés en taille-douce mais avec des bandes phosphorescentes d'une rotative héliogravure. Les autres valeurs faciales sont réalisées en héliogravure.
Le type, émis le 1er juillet 2009, est dessiné par Yves Beaujard. Le bloc est mis en page par Valérie Besser. L'impression est en offset pour dix timbres et en taille-douce pour les trois autres.
La mise en vente anticipée a lieu du 6 au 8 novembre au Salon philatélique d'automne, à Paris. Le cachet premier jour par Besser reprend le dessin de la Marianne et l'Europe.
Le tirage de ce bloc de 10,28 euros est de 750 000 exemplaires.

### Lisbonne

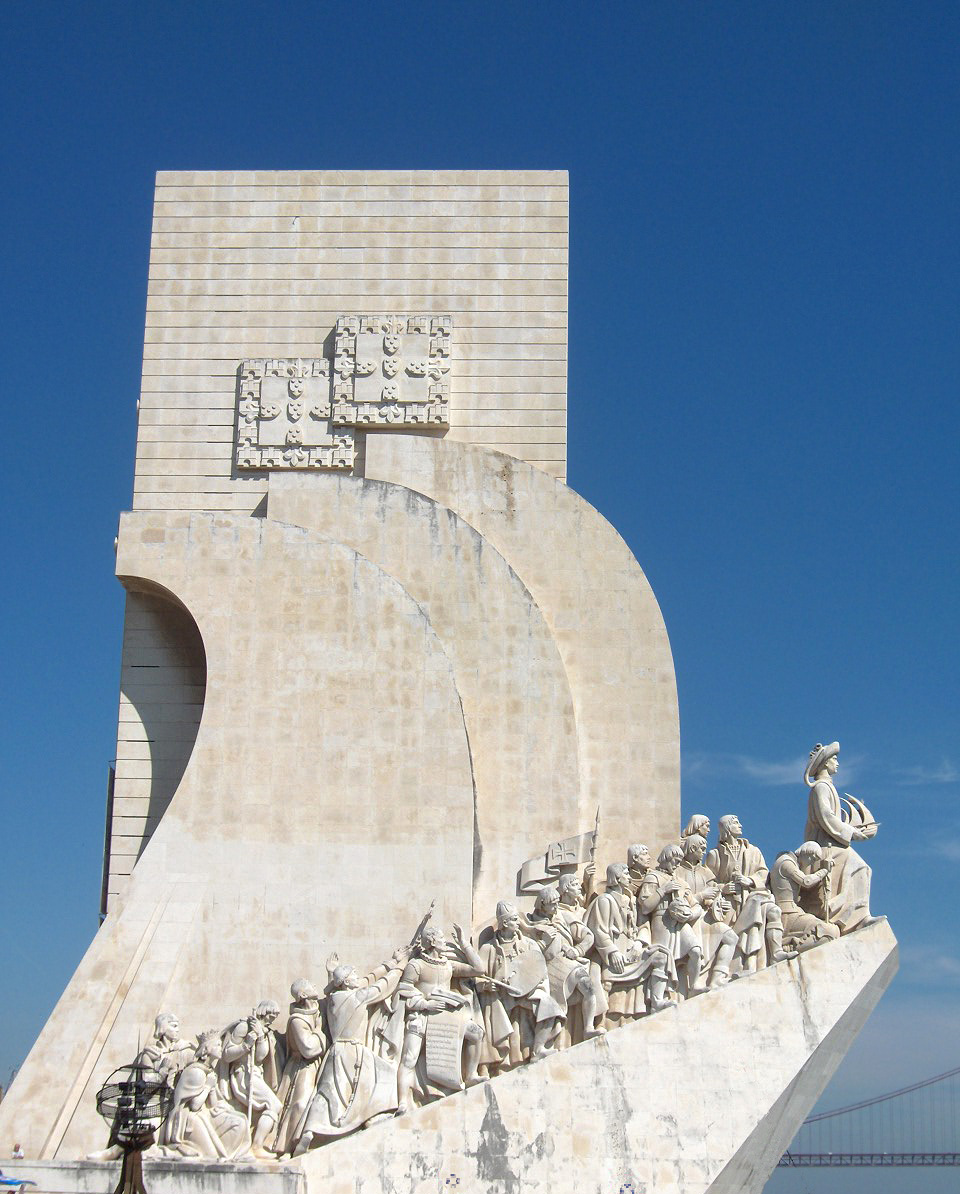
Le Padrão dos Descobrimentos dont les statues sur la rampe ornent le timbre « Monument des Découvertes ».

Le 9 novembre, dans la série annuelle Capitales européennes, est émis un bloc de quatre timbres de 0,56 euro sur des monuments de Lisbonne, capitale du Portugal. Les timbres représentent le monastère des Hiéronymites, le monument des Découvertes, le quartier du Bairro Alto (avec un tramway escaladant une rue) et la tour de Belém. Sur le reste du bloc, sont également figurés l'ascenseur de Santa Justa, le château Saint-Georges et deux exemples d'azulejos.
Le bloc est dessiné par Noëlle Le Guillouzic à partir de photographies d'agences et les timbres de 4 × 3 cm sont mis en page par Valérie Besser. L'impression est réalisée en héliogravure.
La mise en vente anticipée a lieu du 5 au 8 novembre au Salon philatélique d'automne, à Paris. Le cachet premier jour par le duo Tanguy Besset et Sylvie Patte représente l'arc de triomphe vu depuis la rue Augusta.
Le tirage est de 1,8 million de blocs, soit 7,2 millions de timbres individuels.

### Meilleurs vœux
Le 9 novembre, est émis un carnet de quatorze timbres autocollants portant une valeur d'usage « Lettre prioritaire 20 g » et une illustration sur le thème des fêtes de fin d'année et du nouvel an.
Les timbres de 2,6 × 2,5 cm sont dessinés par Sandra Jayat et Geneviève Marot. Ils sont imprimés en héliogravure.
La mise en vente anticipée a lieu les 7 et 8 novembre au Salon philatélique d'automne, à Paris. Le timbre à date premier jour par Marot représente une femme soufflant sur un pissenlit, les aigrettes se dispersant autour des mots-messages « Amitié, amour, bonheur, santé ».
Le tirage est de cinq millions de blocs, soit soixante-dix millions de timbres individuels.

### Francisco Miranda

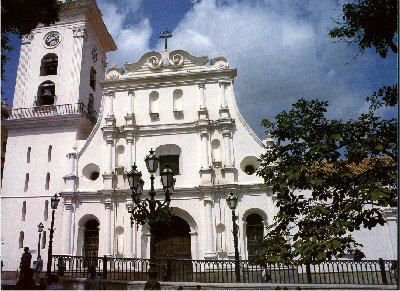
La cathédrale de Caracas et le lampadaire à cinq foyers dans une perspective proche de celle du cachet premier jour.

Le 9 novembre, dans le cadre d'une émission conjointe avec le Venezuela, est émis un timbre de 0,85 euro sur le général Francisco de Miranda, général de la Révolution française et du soulèvement des colonies espagnoles d'Amérique du Sud. Sur un fond orange, un portrait jeune et un autre plus âgé entourent un profil cartographique jaune du Venezuela sur lequel est imposé l'arc de triomphe de l'Étoile sur lequel est inscrit le nom de Miranda.
Le timbre de 4 × 3 cm est dessiné par Michel Bez et mis en page par Didier Thimonnier pour une impression en Héliogravure en feuille de quarante-huit unités.
La mise en vente anticipée a lieu du 6 au 8 novembre au Salon philatélique d'automne, à Paris. Le timbre à date premier jour par Catherine Huerta comprend une vue de face de l'arc de triomphe de l'Étoile et de la cathédrale de Caracas.
Le timbre de France est tiré à trois millions d'exemplaires.
Le timbre du Venezuela d'1,50 bolívar reprend la même illustration.

### Renoir
Le 9 novembre, est émis un bloc de deux timbres reproduisant deux peintures d'Auguste Renoir : Monsieur et Madame Bernheim de Villers sur le 0,85 euro et Gabrielle à la rose sur le 1,35 euro.
Les œuvres conservées au musée d'Orsay sont mises en page par le duo Tanguy Besset et Sylvie Patte pour une impression en héliogravure des timbres de 4,085 × 5,2 cm.
La mise en vente anticipée a lieu du 5 au 8 novembre au Salon philatélique d'automne, à Paris. Une version sans mention premier jour du timbre à date (la signature du peintre) est également disponible le 7 novembre au musée Renoir d'Essoyes.
Deux millions et demi de blocs sont tirés.

### Porte-hélicoptèresJeanne d'Arcet marins de laJeanne

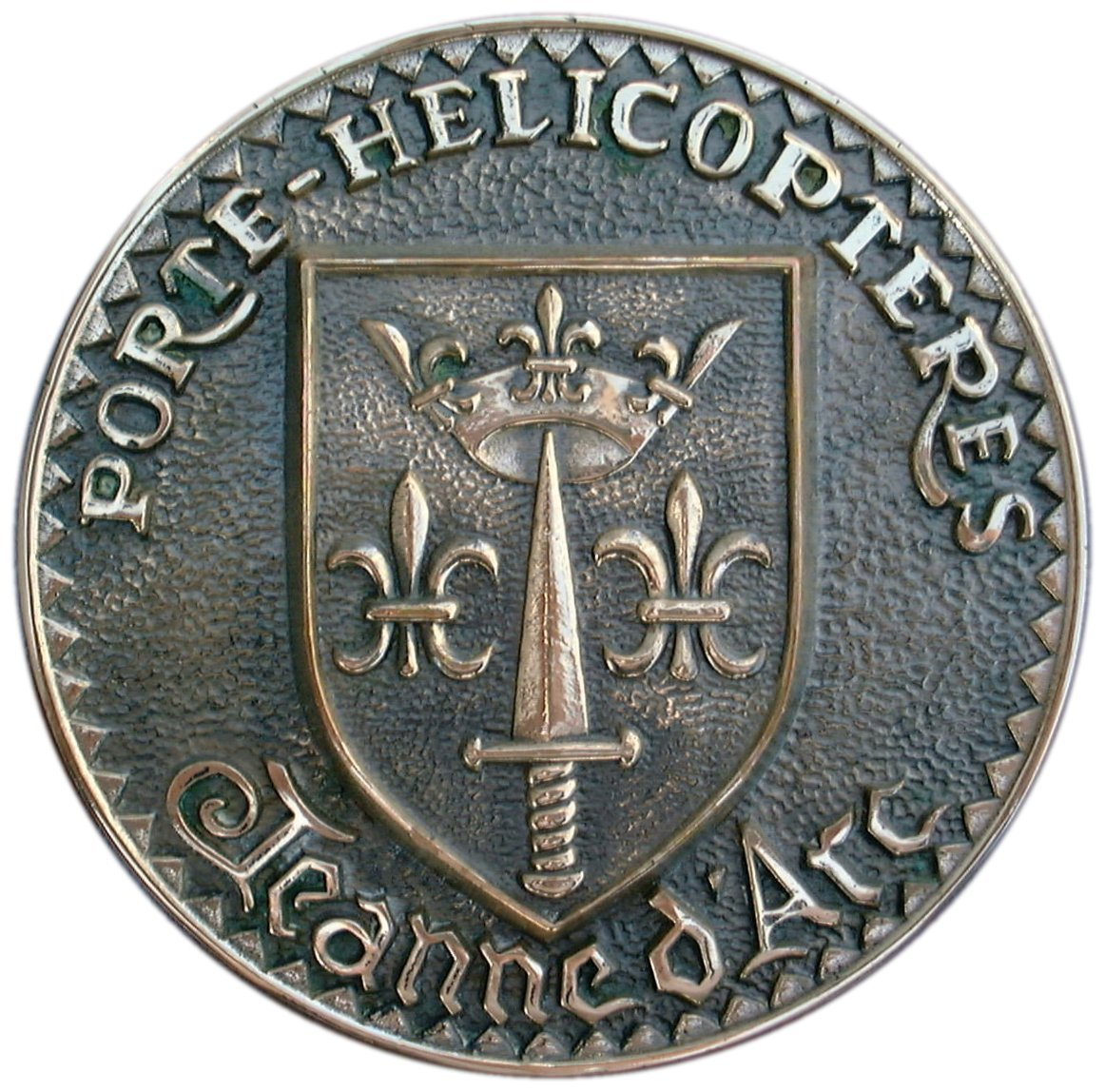
Les armoiries du Jeanne d'Arc sont reprises sur le cachet premier jour de Paris.

Le 23 novembre, est émis un diptyque de deux timbres de 0,56 euro sur le bâtiment de la Marine nationale, le porte-hélicoptères Jeanne d'Arc et son équipage, alors que ce navire va être retiré du service en 2010. Sur le timbre, le bateau est représenté sur fond de planisphère, portant une oriflamme tricolore.
Les deux timbres de 6 × 3,6 cm (« Porte-hélicoptères Jeanne d'Arc' ») et 3 × 3,6 cm (« Marins de la Jeanne ») sont dessinés par Michel Bez à partir de photographies du Service d'informations et de relations publiques des armées. Après une mise en page par Valérie Besser, les illustrations ont été gravées par Claude Jumelet pour une impression en taille-douce en feuille de vingt-et-un diptyques.
La mise en vente anticipée a lieu le 21 novembre au musée national de la Marine, à Paris (cachet : les armoiries du navire), et les 21 et 22 novembre à bord du Jeanne d'Arc, à Brest (cachet : une ancre entourée de lauriers). Les deux timbres à date sont dessinés par Claude Perchat.
Le tirage est de trois millions de diptyques, soit six millions de timbres.

## Décembre

### Astérix
Le 3 décembre, dans la série annuelle Personnages célèbres, sont émis un timbre de 0,56 euro et un bloc illustré de six timbres différents de la même valeur pour le cinquantenaire de la série de bande dessinée Astérix. Le timbre émis à la fois en feuille et au sein du bloc reprend l'image de l'anniversaire : Astérix debout sur le nombre « 50 » en or avec le logotype rouge de la série sur la gauche.
Les cinq autres timbres du bloc reconstituent une scène de vie du village des Gaulois. Deux timbres rectangulaires de format traditionnel sont illustrés du barde Assurancetourix et de Falbala. Un timbre central, format panoramique avec valeur faciale exprimé en euro et en sesterces, présente la file des personnages récurrents attendant de boire la potion magique du druide Panoramix. À l'exception de « Falbala », ces timbres et celui d'Astérix porte le nom « Gaule » inscrit d'une façon à évoquer une mention de pays d'émission. Deux timbres sont dentelés d'une manière non rectangulaire : d'un petit format, le chien Idéfix tenant un os entre ses dents et d'un grand et large format, Obélix transportant un menhir sur son dos. Ce dernier objet est recouvert d'un vernis et de poudre de pierre.
Le bloc est vendu avec une surtaxe d'1,84 euro au profit de la Croix-Rouge française.
L'émission imprimée en héliogravure est dessinée par Albert Uderzo, créateur avec René Goscinny de la série. Le timbre principal de 2,6 × 4 cm est conditionné en feuille de cinquante exemplaires placés tête-bêche verticalement. Chaque timbre est repris seul sur un feuillet gommé inclus dans le livre Le timbre voyage avec... Astérix écrit par Olivier Andrieu.
La manifestation premier jour a lieu le 2 décembre. À Carnac (site d'un alignement mégalithique rappelant le menhir d'Obélix), Dinan (ville de côtes-d'Armor dans la région du site imaginaire du village des héros) et Paris, le bureau dispose d'un cachet à date « premier jour ». Un cachet sans cette mention est également disponible à Belfort et à Fismes, ville natale d'Uderzo.
Le tirage est de 4,6 millions de timbres « Astérix » de feuille et 1,7 million de blocs, soit 14,8 millions de timbres individuels. Trente-cinq mille séries de six feuillets sont inclus dans le livre.

## Carnets d'usage courant
Les timbres à validité permanente des carnets sont à dentelure ondulée latéralement pour faciliter leur décollement de la couverture du carnet et rendre difficile la falsification par photocopie couleur. La couverture du modèle « éco-carnet » de douze timbres mesure 12,5 × 5,2 cm et est marron clair.
Le timbre Marianne et l'Europe est dessiné et gravé par Yves Beaujard.
Le recensement ci-dessous décrit les carnets d'après leur couverture. En France, seule La Poste peut y placer une promotion pour ces produits.

### Montimbramoi, vingt timbres
En avril, est mis en circulation un carnet de vingt timbres au type Marianne et l'Europe rouge à validité permanente, destinés à être vendus par les distributeurs automatiques de billets de La Banque postale. La couverture blanche fait la promotion de Montimbramoi, le service de création de timbres personnalisés de La Poste.

### La Boutique du courrier pour les pros
En mai, est mis en circulation un carnet de douze timbres au type Marianne et l'Europe rouge à validité permanente. La couverture promeut « la boutique du courrier pour les pros » en indiquant l'adresse de ce site web.
La couverture marron est mise en page par Graphy'studio et est imprimée en typographie.

### La France comme j'aime
Le 1er juillet, est mis en circulation un carnet de douze timbres au type Marianne et l'Europe rouge à validité permanente. Par un texte et le logotype de la série, la couverture signale l'existence des deux carnets et des « collectors timbrés » régionaux de la série La France comme j'aime, émis le 27 avril 2009.

## Timbres de distributeur
La Poste met à disposition des collectionneurs des timbres de distributeur spéciaux pendant la durée de certaines manifestations philatéliques. Ils sont de type LISA : le client choisit la valeur faciale du timbre que le distributeur lui imprime à la demande.

### Salon philatélique de printemps Mâcon 2009
Du 27 au 29 avril, est disponible un timbre de distributeur pendant le Salon philatélique de printemps, organisé par la Chambre française des négociants et experts en philatélie (CNEP), à Mâcon. De gauche à droite, sont représentés une vue de la ville vue depuis la Saône, une carte du département de Saône-et-Loire, une grappe de raisins et les deux tours de la Cathédrale Vieux-Saint-Vincent.
Le timbre est créé par Pierre Albuisson.

### Fédération française des associations philatéliques -82econgrès - Tarbes 2009
Du 12 au 14 juin, est disponible un timbre de distributeur pendant le 82e congrès de la Fédération française des associations philatéliques, à Tarbes. Il représente une vue de la serre et du jardin Massey.
Le timbre est créé par Elsa Catelin.

## Timbres de service

### Conseil de l'Europe
Depuis 1958, La Poste émet des timbres de service pour le courrier au départ du siège du Conseil de l'Europe, à Strasbourg. Ces timbres ne sont valables qu'utilisés sur du courrier déposé au bureau de poste de ce lieu. Ils sont généralement complétés par des timbres de France pour atteindre les tarifs postaux.
Le 18 mai, sont émis deux timbres de service du Conseil de l'Europe. Le 0,56 euro, au logotype de l'organisation sur fond vert, marque les soixante ans du Conseil. Présentant le bâtiment en lignes blanches sur fond bleu, le timbre de 0,70 euro évoque le cinquantenaire de la Cour européenne des droits de l'homme.
Les illustrations fournies par le Conseil de l'Europe sont mises en page par Bruno Ghiringhelli sur des timbres de 4 × 2,6 cm imprimés en héliogravure en feuille de cinquante.
Une mise en vente anticipée a lieu le 16 mai au Parlement européen, à Strasbourg. Le cachet premier jour reproduit le logotype du Conseil de l'Europe, mis en page par Aurélie Baras.
Chaque timbre fait l'objet d'un tirage de sept cent cinquante mille exemplaires.

### Unesco
Depuis 1961, La Poste émet des timbres de service qui ne peuvent être utilisés que sur le courrier déposé au bureau de poste du siège de l'Organisation des Nations unies pour l'éducation, la science et la culture (Unesco) à Paris. 
Le 10 décembre, sont émis deux timbres de service de l'Unesco. Le timbre de 0,70 euro présente « l'ours polaire », espèce animale vulnérable de l'Arctique. Celui de 0,85 euro est illustré d'une vue de Suzhou, en République populaire de Chine, dont les jardins classiques sont inscrits au Patrimoine mondial par l'Unesco.
Les photographies achetées à des agences sont mises en page par Jean-Paul Véret-Lemarinier pour une impression en offset de timbres de 4 × 2,6 cm en feuille de cinquante.
La manifestation premier jour a lieu le 9 décembre au siège de l'Unesco à Paris. Le timbre à date est le logotype de l'Unesco.
Chaque timbre fait l'objet d'un tirage de sept cent cinquante mille exemplaires.

### Sources
- La presse philatélique française, notamment leurs pages « Nouveautés France » présentant les émissions, et annonçant les tirages, dates de retrait et chiffres de vente d'après les communiqués de La Poste.